# William-Adolphe Bouguereau
 William-Adolphe Bouguereau (La Rochelle, 30 de novembre de 1825 - ibídem, 19 d'agost de 1905) fou un pintor academicista francès. Amb un evident talent des de petit, va rebre formació artística en una de les escoles d'art més prestigioses del seu temps, l'Escola de Belles Arts de París, de la qual posteriorment esdevindria un professor molt sol·licitat; també fou professor a l'Académie Julian. La seva carrera va florir en l'època d'or de l'academicisme, del qual fou un fervent defensor, i un dels seus representants més típics.
La seva pintura es caracteritza pel complet domini de la forma i la tècnica, amb un acabat d'alta qualitat, que assoleix grans efectes de realisme. En termes d'estil, va ser part del corrent eclèctic que va dominar la segona meitat del segle xix, tot barrejant elements de neoclassicisme i romanticisme en un enfocament naturalista amb una bona dosi d'idealisme. Va deixar una obra vasta, centrada en temes mitològics, al·legòrics, històrics i religiosos, i retrats nus i de joves camperoles.
Va amassar una gran fortuna, va guanyar fama internacional durant la seva vida, i va rebre nombrosos premis i condecoracions - com el Premi de Roma i la Legió d'Honor -, però al final de la seva carrera va començar a ser desacreditat pels premodernistes. Des del començament del segle xx, poc després de la seva mort, la seva obra va ser oblidada ràpidament, i va arribar a ser considerada del tot buida de sentit i artificial, i un model d'allò que l'art no hauria de ser, però el 1970 va començar a examinar-se de nou, i actualment és considerat un dels pintors més importants del segle xix. No obstant això, encara hi ha molta resistència a la seva obra, envoltada de certa controvèrsia.
Entre les personalitats de l'època que confessaren admiració per la seva obra cal destacar el pianista i compositor romàntic Chopin.
Bouguereau va estar casat amb una altra artista, Elizabeth Jane Gardner. Gràcies a la seua influència, moltes institucions d'art s'obriren per primera vegada a les dones, fins i tot l'Acadèmia francesa de Belles Arts.

## Biografia

### Primers anys
William-Adolphe Bouguereau va néixer en una família que s'havia instal·lat a La Rochelle des del segle xvi. Els seus pares van ser Théodore Bouguereau i Marie Marguérite Bonnin. El 1832 la família es va traslladar a Saint-Martin, la principal ciutat de l'illa de Ré, on el pare va decidir iniciar un negoci al port. El nen va ser inscrit a l'escola, però va passar la major part del seu temps dibuixant. El negoci no va resultar massa rendible, i la família va tenir dificultats financeres, per la qual cosa va anar a viure amb el seu oncle, Eugène Bouguereau, capellà de la parròquia de Mortagne sur Gironde. Eugène era un home culte, que va introduir el seu alumne als clàssics, a la literatura francesa i a la lectura de la Bíblia, a més de donar-li lliçons de llatí, ensenyar-li a caçar i muntar i despertar-li el seu amor per la natura.
Per tal que aprofundís en el coneixement dels clàssics, Eugène fou enviat el 1839 per estudiar a l'escola de Pons, una institució religiosa, on va entrar en contacte amb la mitologia grega, la història antiga i la poesia d'Ovidi i Virgili. Alhora, rebé classes de dibuix de Louis Sage, un antic alumne d'Ingres. El 1841 la família es va mudar de nou, aquesta vegada a Bordeus, on s'havia d'iniciar un comerç de vi i oli d'oliva. El jove semblava destinat a seguir els passos paterns al comerç, però aviat alguns clients de la botiga varen parar compte dels dibuixos que feia i van insistir per tal que el seu pare l'enviés a estudiar a l'escola municipal de dibuix i pintura. El pare hi va estar d'acord, amb la condició que seguís aquella carrera, ja que veien en el comerç un futur més prometedor. Inscrit el 1842 i estudiant amb Jean-Paul Alaux, malgrat que només assistia a classes dues hores al dia, va avançar de pressa i, finalment, va rebre el 1844 el primer premi de pintura, que va confirmar la seva vocació. Per guanyar una mica de diners, dissenyava les etiquetes d'alguns productes alimentaris.

### Perfeccionament i inici de la carrera

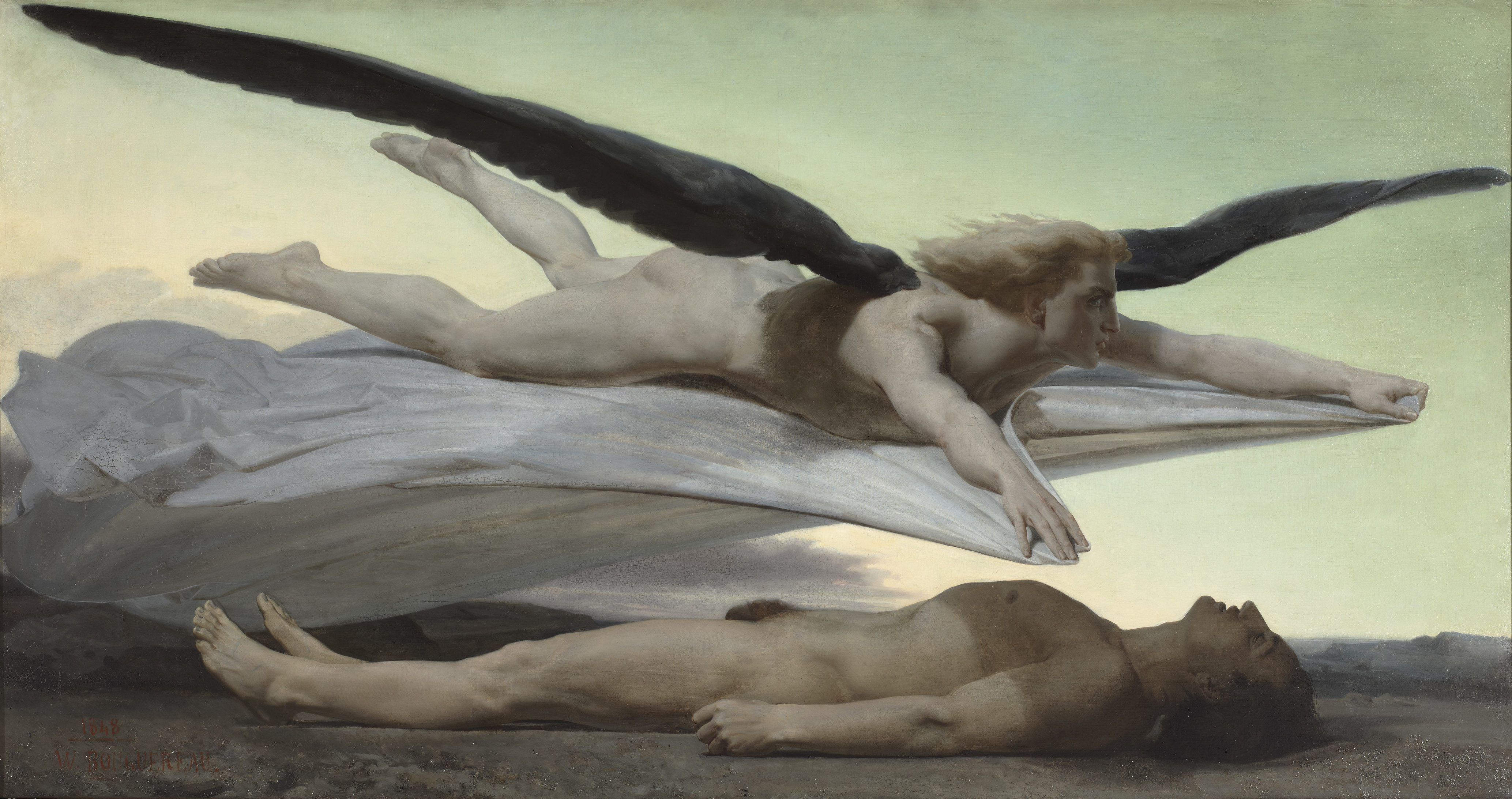
Igualtat davant la mort, 1848

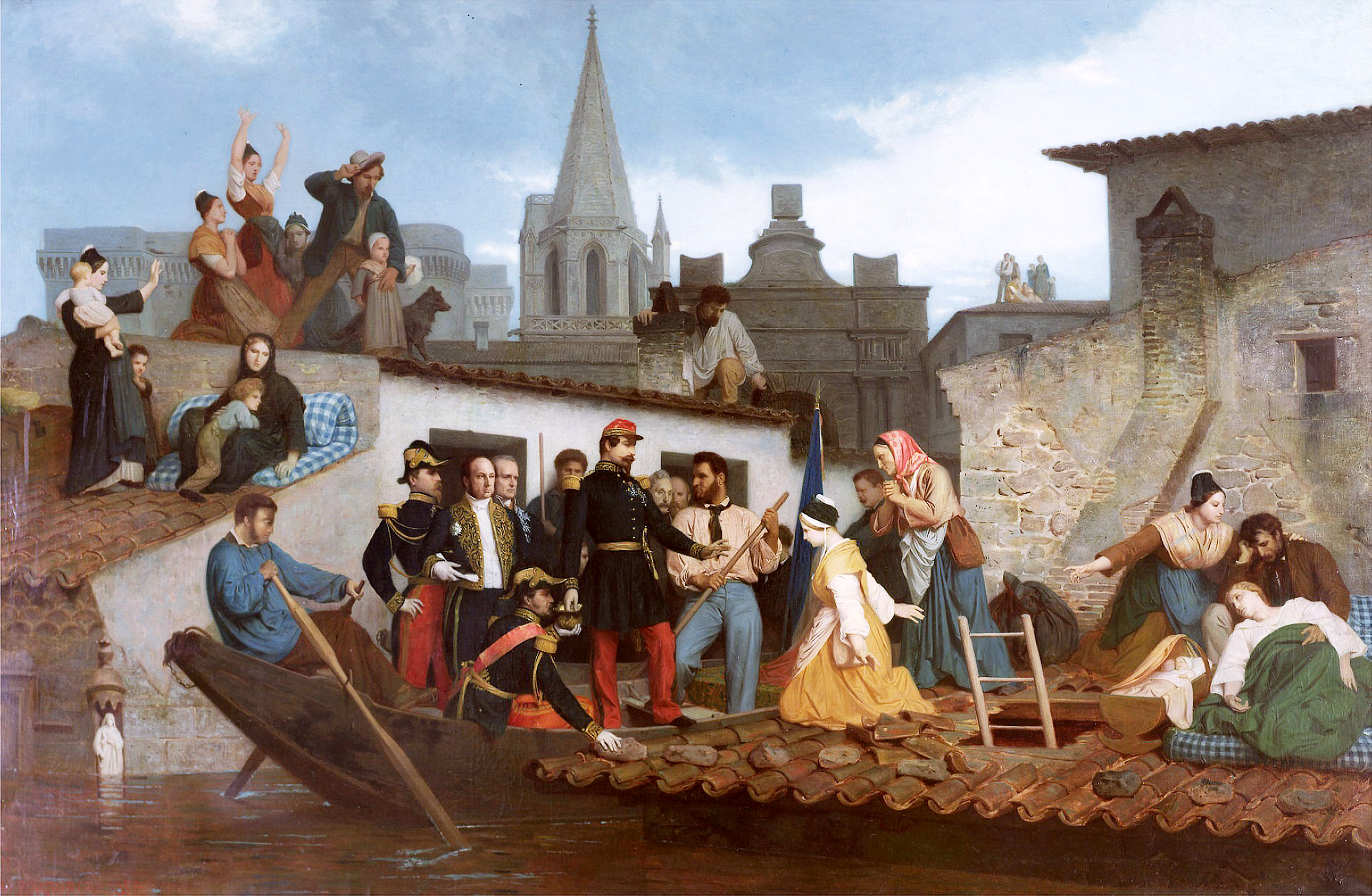
Napoleó III visita els damnificats per les inundacions de Tarascó el 1856

A través del seu oncle, va rebre l'encàrrec de pintar retrats de feligresos, i amb els ingressos de la feina, a més d'una carta de recomanació d'Alaux, va poder, el 1846, posar rumb a París i unir-se a l'Escola de Belles Arts. François-Édouard Picot el va rebre com a deixeble i amb ell Bouguereau s'acollí al mètode academicista. En aquell moment, va dir que unir-se a l'escola el va deixar «ple d'entusiasme», estudiant fins a vint hores al dia i menjant poc. Per millorar el dibuix anatòmic assistia a disseccions, a més d'estudiar història i arqueologia. El seu progrés va ser molt ràpid, i les obres d'aquesta etapa, com ara Igualtat davant de la mort (1848), ja són treballs perfectament acabats, tant que aquell mateix any va compartir el primer lloc, juntament amb Gustave Boulanger, en la fase prèvia del Premi de Roma. El 1850 va guanyar la carrera pel premi final, amb l'obra Zenòbia trobada per pastors a la riba de l'Araxe.
Es va instal·lar a Vil·la Mèdici, com a deixeble de Victor Schnetz i Jean Alaux, i allà va poder estudiar directament els mestres del Renaixement, sentint gran atracció pel treball de Rafael. Va visitar ciutats de la Toscana i Úmbria, estudiant els antics, apreciant especialment les belleses artístiques d'Assís, i copiant tots els frescs de Giotto a la Basílica de Sant Francesc. També es va entusiasmar amb els frescos de l'antiguitat que va veure a Pompeia, i que reproduiria a casa seva quan va tornar a França posteriorment, el 1854. Va passar cert temps amb els seus familiars a Bordeus i La Rochelle, va decorar la vil·la dels Moulon, uns comerciants rics, i després es va instal·lar a París. El mateix any va exposar al Saló de París El triomf del martiri, realitzat l'any anterior, i va decorar dues mansions.
Ja els seus primers crítics van aplaudir el seu mestratge en el dibuix, l'encertada composició de les figures i l'afortunada afiliació a Rafael, i deien que feia obra original, tot i que ho havia après tot dels antics. També va ser el tema d'un article laudatori de Théophile Gautier, cosa que li va servir de molt per consolidar la seva reputació.
Es va casar amb Marie-Nelly Monchablon el 1856, i hi tingué cinc fills.El mateix any, el govern francès li va encarregar de decorar la ciutat de Tarascó, i a tal efecte produí Napoleó III visitant les víctimes de les inundacions de Tarascó el 1856 A l'any següent va guanyar la medalla de primera classe al Saló, pintà retrats de l'emperador Napoleó III i l'emperadriu Eugènia de Montijo i va decorar la mansió del ric banquer Émile Pereire. Amb aquestes obres Bouguereau va esdevenir un artista famós, arribant a ser sol·licitat com a professor. També aquest any va néixer la seva primera filla, Henriette. L'any 1859 va veure el naixement d'una de les seves grans composicions, El Dia de Tots els Sants, adquirida per la prefectura de Bordeus, i també el del seu primer fill, Georges. A la mateixa època va decorar, sota la supervisió de Picot, la capella de Sant Lluís de l'Església de Santa Clotilde a París, en un estil auster que traïa la seva admiració pels renaixentistes. La seva segona filla, Jeanne, va néixer el nadal de 1861, però va viure pocs anys.

### Transició estilística i consagració

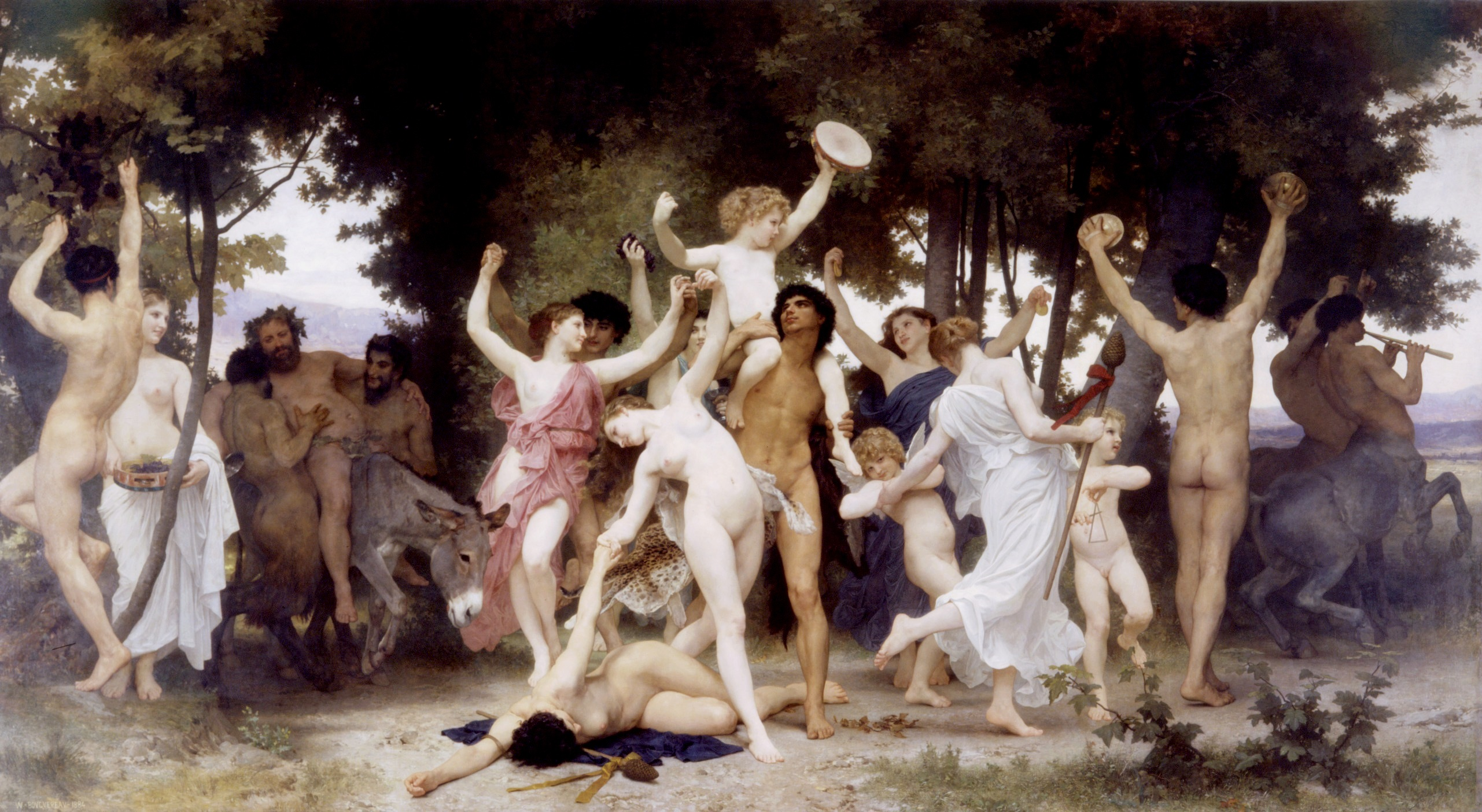
La joventut de Bacus, 1884

Mentre que la seva producció inicial va tenir com a grans temes privilegiats els històrics i religiosos, seguint la tradició acadèmica, el gust del públic va començar a canviar en la dècada de 1860 i la seva pintura mostrà una transformació, aprofundint l'estudi del color, amb una preocupació per l'acabat tècnic i d'alta qualitat, i consolidant una obra amb un més gran atractiu popular, que seria la més coneguda.
Va realitzar ornamentacions a l'església dels agustins a París i a la sala de concerts del Grand-Théâtre de Bordeus, sempre realitzant d'altres obres paral·lelament, que en aquest període són tenyides de certa malenconia. Així mateix, va establir forts lligams amb Jean-Marie Fortuné Durand, el seu fill Paul Durand-Ruel i Adolphe Goupil, coneguts marxants, participant activament als Salons. Les seves obres van ser ben rebudes i aviat la seva fama es va estendre a Anglaterra, cosa que li va permetre adquirir una gran casa amb taller a Montparnasse. El 1864 va néixer Paul, el seu segon fill.
El 1870, durant la guerra francoprussiana, París va ser assetjada. Bouguereau hi va tornar sol des d'Anglaterra, on es trobava amb la seva família, va prendre les armes com a soldat ras, i va ajudar en la defensa de les barricades, malgrat que per la seva edat estava exempt del servei militar. Un cop aixecat el setge, es va tornar a reunir amb la família i va passar part del seu temps a La Rochelle, esperant la fi de la Comuna. Va aprofitar el temps per fer decoracions a la catedral i pintar el retrat del bisbe Thomas. El 1872 va ser jurat a la Fira Mundial de Viena, quan les seves obres ja mostraven un esperit més sentimental, jove i dinàmic, com per exemple a Nimfes i sàtir (1873), interpretant amb freqüència quitxalla. Aquest clima es va trencar el 1875, quan Georges va morir, un cop dur per a la família que queda reflectit en dues importants obres de tema sacre: Pietà i La Mare de Déu de la Consolació. Alhora, va començar a ensenyar a l'Acadèmia Julian a París. El 1876 nasqué el seu darrer fill, Maurice, i fou acceptat com a membre de ple dret de l'Institut de França, després de dotze demandes frustrades. Un any més tard, vingueren nous patiments: la seva dona va morir i després de dos mesos, també va perdre en Maurice. Com si fos una indemnització, el període va ser esquitxat amb la producció de diverses de les seves pintures més grans i ambicioses. A l'any següent, va rebre la Medalla d'Honor de la gran Exposició Universal. Al final de la dècada va anunciar a la família el seu desig de tornar a casar-se, amb la seva antiga alumna Elizabeth Gardner. La seva mare i la seva filla s'hi va oposar, però la parella es va comprometre en secret el 1879. El matrimoni només es va arribar a produir després de la mort de la seva mare el 1896.
El 1881 va decorar la capella de la Mare de déu de l'església de Sant Vicenç de Paül de París, un encàrrec que trigaria vuit anys a completar-se, i que consistia en vuit grans llenços sobre la vida de Crist. Poc després es va convertir en president de la Société des artistes français, responsable de l'administració dels Salons, un càrrec que va mantenir durant molts anys. Mentrestant, va pintar una altra tela de grans dimensions, La joventut de Bacus (1884), una de les favorites de l'artista, que va romandre al seu estudi fins a la seva mort. L'any 1888 va ser nomenat professor a l'École des Beaux-Arts de París. i, l'any següent, va ser nomenat Comandant de la Legió d'Honor. En aquest punt, la seva fama creixia a la Gran Bretanya i als Estats Units, mentre que a França va començar a tenir un cert descens, davant de la competència i dels atacs de les avantguardes premodernistes, que el consideraven mediocre i poc original.

### Darrers anys

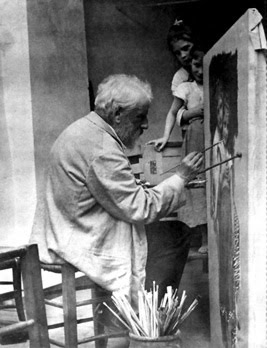
Fotografia de l'artista en els seus darrers anys.

Bouguereau tenia opinions fermes i més d'una vegada va tenir enfrontaments amb els seus col·legues, amb el públic, i amb la crítica. El 1889 es va enfrontar amb el grup reunit entorn del pintor Ernest Meissonier en relació amb la regulació dels Salons, que finalment va resultar en la creació de la Societat Nacional de Belles Arts, que mantenia un Saló dissident. El 1891 els alemanys convidaren artistes francesos per exposar a Berlín, i Bouguereau fou un dels pocs que va acceptar, dient que sentia com a deure patriòtic penetrar a Alemanya i conquerir-la a través del pinzell. Això, però, va despertar les ires de la Lliga dels patriotes de París, i Paul Déroulède va iniciar una campanya a la premsa contra ell. D'altra banda, l'èxit de Bouguereau en l'organització d'una mostra d'artistes francesos a la Royal Academy de Londres va tenir com a efecte la creació d'un esdeveniment permanent, de periodicitat anual.
El seu fill Paul, que havia esdevingut un respectat jurista i militar, va morir el 1900, la quarta mort d'un fill que Bouguereau va haver de patir. En aquesta època el pintor era amb ell a Menton, al sud de França, on pintava incessantment mentre esperava recuperar-se de la tuberculosi que havia contret. La pèrdua fou crítica per Bouguereau, la salut de qui va davallar ràpidament a partir d'aquell moment. El 1902 se li van manifestar els primers símptomes d'una malura cardíaca. Va tenir, però el gaudi de veure com era aclamada la seva obra que havia enviat a la Firma Mundial, i el 1903 va rebre la insígnia de Gran Oficial de la Legió d'Honor. Posteriorment fou convidat a les celebracions del centenari de la Vil·la Mèdici a Roma, i va passar una setmana a Florència amb la seva muller. En aquell moment rebia nombroses invitacions per a ser homenatjat a diverses ciutats europees, però la seva precària salut l'obligava a refusar-les, i va acabar per impedir-li de pintar. Pressentint la seva fi, es va mudar el 31 de juliol de 1905 a La Rochelle, on va morir-hi el 19 d'agost.

## Obra
| «                    | Cada dia entro al meu estudi ple d'alegria; a la nit, quan la foscor m'obliga a deixar-lo, mal puc esperar l'endemà. Si no pogués dedicar-me a la meva estimada pintura, seria un pobre miserable. | » |
| — William Bouguereau | |   |

### Context
Bouguereau va florir durant l'auge de l'academicisme, un mètode d'ensenyament nascut al segle xvi i que a la segona meitat del segle xix havia arribat a tenir una influència dominant.
Es basava en el concepte fonamental que l'art es pot ensenyar integralment a través de la seva sistematització en un corpus transmissible de teoria i pràctica, cosa que minimitza la importància de l'originalitat. Les acadèmies valoraven per sobre de tot l'autoritat dels mestres consagrats, venerant especialment la tradició clàssica, i adoptaven conceptes que tenien, a més d'un caràcter estètic, també a un fons ètic i un propòsit d'ensenyament, produint un art que tenia com a objectiu educar el públic i amb això transformar la societat per a millor. També va tenir un paper clau en l'organització de tot el sistema de l'art, ja que a més d'ensenyar va monopolitzar la ideologia cultural, el gust, la crítica, el mercat i el procés d'exhibició i difusió de la producció artística, i va estimular la formació de l'ensenyament de les col·leccions que van resultar ser la font de molts museus d'art. Aquesta vasta influència va ser deguda principalment a la seva dependència del poder establert dels estats, i en general dels vehicles per a la difusió i la consagració d'ideals no només artístics, sinó també polítics i socials. Entre les pràctiques més típiques de les acadèmies hi havia l'organització de Salons periòdics, esdeveniments competitius de caràcter artístic i comercial que exhibien la producció dels pintors novells més prometedors i de mestres ja establerts, oferint medalles i premis significatius als guanyadors. La distinció màxima del Saló de París era el Premi de Roma, que Bouguereau va obtenir el 1850, i el prestigi del qual a l'època era enorme, equivalent al que seria actualment el Premi Nobel.
El Saló de París de 1891 va rebre de mitjana 50.000 visitants per dia, els dies en què l'entrada era gratuïta – generalment els diumenges -, i arribà a la marca de 300.000 visitants anualment, cosa que feia d'aquests esdeveniments una importantíssima vitrina per l'exposició de nous talents i un trampolí per a la seva entrada al mercat, ja que eren molt freqüentats pels col·leccionistes. Sense una recepció als Salons, difícilment un artista aconseguiria de vendre les seves obres. També, el que es mostrava als Salons no quedava limitat allà perquè les obres més aclamades eren presentades com a «quadres vius» als cinemes, circulaven itinerantment, eren copiades en pintura i reproduïdes en productes de consum massiu com ara diaris, cobertes de revistes i impressions de gran circulació, caixes de bombons, calendaris, postals i d'altres mitjans de comunicació, influint poderosament en tota la societat. Els artistes més famosos esdevenien d'aquesta manera figures públiques influents, la popularitat de les quals era comparable a la de les estrelles del cinema.

### El mercat i la consolidació del seu estil

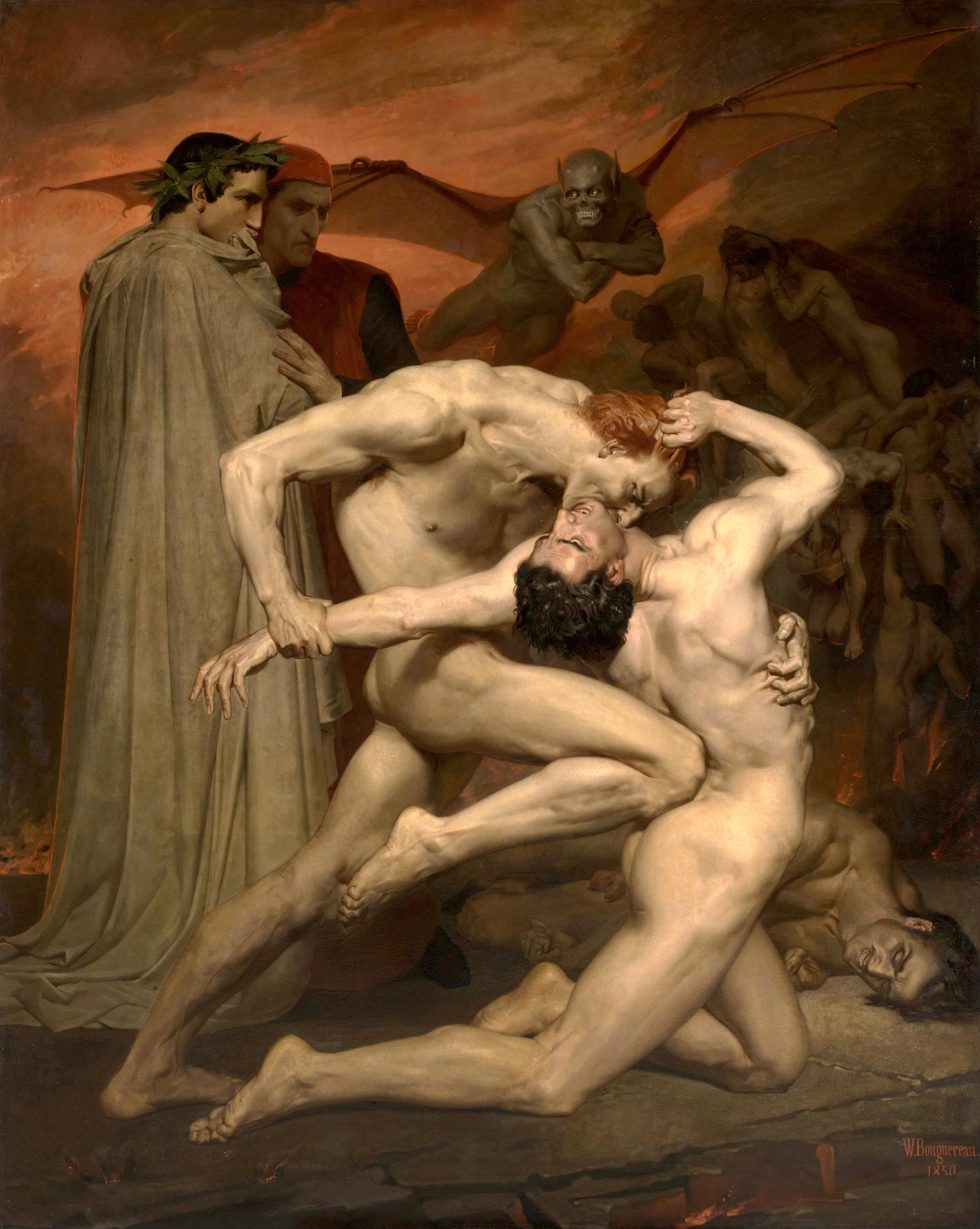
Dante i Virgili a l'infern, 1850

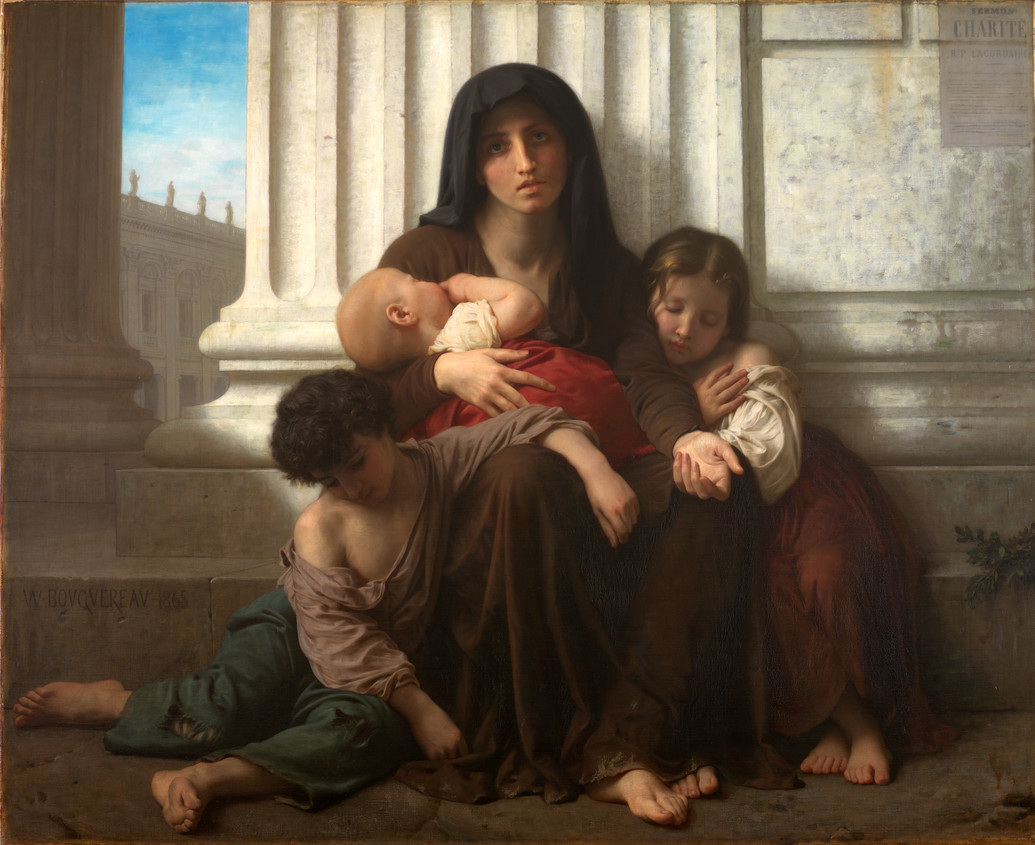
Família indigent, 1865

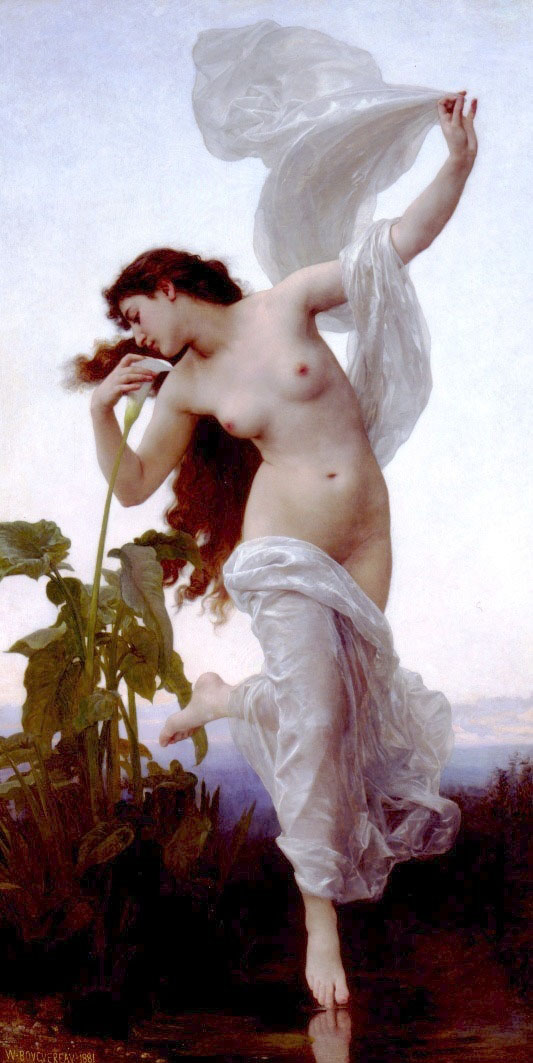
L'Aurora, 1881

El sistema academicista des de sempre havia donat gran valor a la tradició clàssica, però a partir de la dècada de 1860, per influència de la classe mitjana, que esdevingué un públic important pels Salons i passà a ser comprador d'art, les acadèmies ja experimentaven una significativa modificació dels seus enfocs. Hi havia a l'època un interès general per la recerca de la veritat i de com aquesta podria ser comunicada amb l'art. Les acadèmies ja no aconseguien mantenir el seu antic programa d'oferir al públic només temes que les elits governants consideressin com a nobles i elevats, típicament obres històriques, mitològiques, al·legòriques o religioses presentades de forma impersonal i solemne. En paraules de Naomi Maurer, «tot i que abans eren poderosos, aquests temes tenien ja poca o cap importància per un públic secularitzat que combinava l'escepticisme sobre la religió amb la ignorància de les al·lusions clàssiques, el simbolisme de les quals s'entenia molt poques vegades». Però no només això: altres factors van contribuir també a aquesta diversificació. El quotidià es va convertir en un tema digne de representació artística, es va desenvolupar el concepte de l'art per l'art, tot alliberant-lo de la tutela de la moral i de la utilitat pública; el pintoresc va sorgir com un valor estètic en si mateix, va augmentar l'interès per l'edat mitjana, per l'exotisme d'Orient, pels folklores nacionals, l'artesania i les arts aplicades, i es produí l'obertura d'altres vies per l'apreciació estètica i es trobaren d'altres veritats dignes d'estima, que prèviament havien estat oblidades per la cultura oficial. Finalment, el suport dels burgesos als acadèmics era també una manera d'apropar-s'hi i revestir-se d'una mica del seu prestigi, cosa que indica un desig d'ascens social. L'interès per la proposta academicista va romandre, per la gran reputació de l'escola i per l'alt nivell de qualitat del seu producte, però va caldre que s'adaptés oferint no només una variació temàtica, sinó un nou estil de presentació dels nous temes, resultant en una seductora combinació de bellesa idealitzada, superfícies polides, sentimentalisme fàcil, acabats detallistes, efectes decoratius, escenes costumistes, paisatges exòtics i de vegades un erotisme picant. Aquest canvi de mentalitat fou tan important que, com Bouguereau va expressar en una entrevista de 1891, determinà una transformació en la seva tasca:
«Aquí hi ha el meu Àngel de la Mort. Al davant seu hi ha la meva segona pintura, L'infern de Dante. Com es pot veure, són diferents de les pintures que faig avui en dia.... Si seguís pintant obres similars, és probable que, com aquestes, encara les tingués amb mi. Què vols? Has de seguir el gust del públic, i el públic només compra el que li agrada. Aquesta és la raó per la qual, al llarg dels anys, he canviat la meva manera de pintar»".
No obstant això, el reconeixement de la influència del mercat en la seva producció va fer que en diverses ocasions i durant molt de temps fos acusat de prostituir el seu art, però cal recordar que els artistes sempre han depès dels clients per sobreviure, i el clientelisme va ser un dels processos socials dominants en l'Europa preindustrial. Realment, tal com va afirmar Jensen, a l'època de Bouguereau hi va poder haver una intensificació del mercantilisme artístic per la creixent independència dels consumidors burgesos de l'orientació dels erudits, que abans dictaven a les elits què era bon art o mal art, però la idea que l'art s'hauria de crear independentment del gust del públic, tal com advertia el mateix autor, fou una de les banderes modernistes, i com a tal fou usada per les avantguardes per atacar l'antic sistema d'art, considerant no només Bouguereau com a prostituït, sinó tot el sistema academicista. El contradictori d'aquest argument és que els impressionistes, que foren els qui primer atacaren Bouguereau, depenien de patrons i del beneplàcit dels marchands, i en un grau encara més gran.
Bouguereau va dedicar gran part de les seves energies a satisfer el gust del nou públic burgès, però estava clar que el seu idealisme i la seva identificació d'art i de bellesa, i en això es va mantenir fidel a la tradició antiga. En una ocasió va manifestar la seva professió de fe:
«En pintura, sóc un idealista. En l'art només veig la bellesa, i per a mi l'art és la bellesa. Per què reproduir el que la naturalesa té de lleig? No veig per què això és necessari. Pintar exactament el que es veu - no! - O almenys no per a aquells que no són molt talentosos. El talent ho redimeix tot i tot ho excusa. Avui els pintors volen anar massa lluny, igual que els escriptors i novel·listes. No es pot saber on van a parar».
Fins i tot en obres que representen captaires, tendeix a la idealització, que és una de les raons per a la crítica que ja durant la seva vida l'acusava d'artificialitat. A La família indigent és evident l'ambigüitat del seu tractament: mentre que la imatge hauria d'evocar la misèria, està composta amb l'equilibri i l'harmonia del Renaixement i està destinat a ennoblir el tema; tothom està molt net, són bells, el nadó es troba en braços de la seva mare grassoneta i rosada i es veu completament sa. Segons l'opinió d'Erika Langmuir, malgrat el tema i la notòria compassió i generositat personal de l'artista, «l'obra no pretén ser un reportatge social ni crida a l'acció (contra la pobresa)», com es va posar de manifest als seus crítics quan es va exposar: «El senyor Bouguereau pot ensenyar els seus estudiants com dibuixar, però no pot ensenyar els rics com pateix la gent al seu voltant».
No obstant això, aquest enfocament no era exclusiu d'ell, i era part de la tradició acadèmica. Mark Walker va observar que malgrat les crítiques que es puguin elevar en contra de les seves idealitzacions, per no representar exactament la realitat visible, la mateixa idealització, amb la fantasia que implica, no pot considerar-se un element aliè a l'art. Linda Nochlin va afegir que si bé per això els seus detractors l'acusaren de no tenir contacte amb la seva època, no pot ser considerat un anacrònic, ja que la ideologia que defensava era un dels corrents vitals existents en aquest moment: «ho vulguin o no, els artistes i escriptors estan inevitablement condemnats a ser contemporanis, incapaços d'escapar dels factors determinants que Taine dividí en context o medi (milieu), raça i moment».
Tenint en compte el seu context i les seves preferències personals, es pot resumir la descripció del seu eclèctic estil de la manera següent:
- Anteriorment estava afiliat a la tradició clàssica idealista de l'antiguitat i del Renaixement, continuada a l'escola neoclàssica de David i Ingres, però absorbí elements addicionals que donen al seu estil major vivacitat, elegància, sensualitat i immediatesa, sense perdre el seu caràcter idealitzador.[43][38][44] Entre aquests factors són els més evidents:
- Un fort component romàntic, que apareix més en forma d'un cert sentimentalisme, un entorn idíl·lic i un erotisme de vegades considerable.[26][45]
- Traces realistes, subratllades per un acabat impecable tècnicament que de vegades s'acostava a l'efecte d'una fotografia, una tècnica que va tenir gran popularitat en el seu moment i que l'artista utilitza de vegades com una ajuda en les seves composicions.[26][44]
- En algunes pintures sembla recuperar valors del Rococó, amb un accentuat sentit decoratiu, formes elegants, composició senzilla i una temàtica lleugera i jovial.[44]
- També mostra haver rebut certa influència de l'estil altament detallat dels Prerafaelites.[46]
- La seva obra és d'alguna manera com una anticipació del Modernisme pel seu enfocament optimista del món, influït pel progrés de la ciència i per la doctrina del positivisme.[44]

### Mètode i tècnica

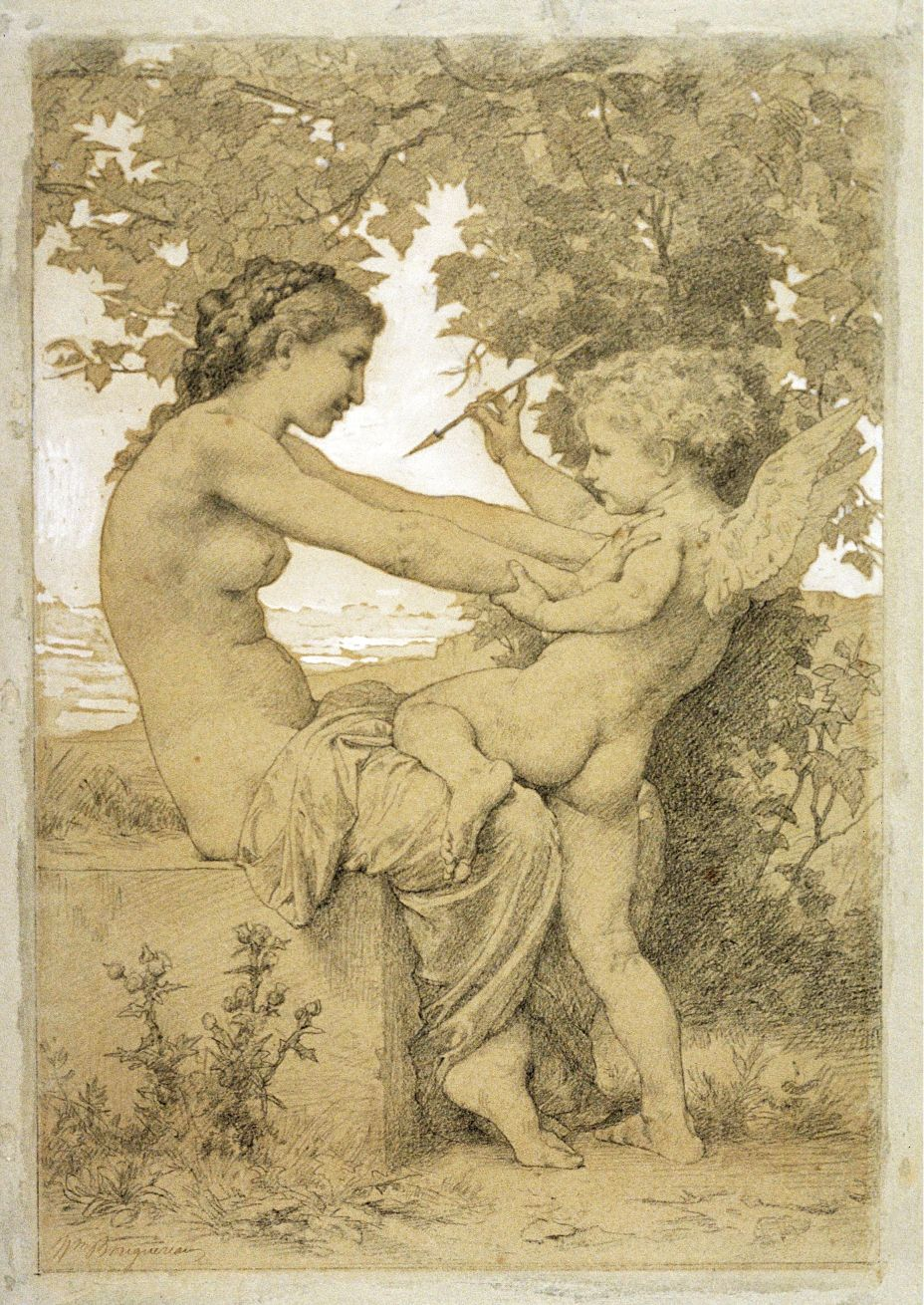
Dibuix preparatori per al quadre Jove defensant-se de Cupido

Com qualsevol acadèmic del seu temps, Bouguereau va passar per un aprenentatge sistemàtic i gradual, estudiant els mestres consagrats i les tècniques del seu ofici.
El domini del dibuix era indispensable, ja que era la base de tot el treball acadèmic, tant per l'estructuració de tota la composició, com per permetre, a les etapes inicials, l'exploració d'una idea en diversos aspectes, abans d'arribar a un resultat definitiu. Naturalment, el seu mètode de treball inclou la realització de nombrosos esborranys preparatoris, amb una construcció detallada de totes les figures i fons. Igualment important era el perfecte domini de la representació del cos humà, ja que totes les obres eren figuratives i se centraven en les accions de l'home o de déus mitològics antropomòrfics. La impressionant descripció gràfica de la suavitat de la textura de la pell humana i la delicadesa de les formes i gestos de les mans, peus i rostres van ser especialment admirades. Un cronista anònim en va deixar la seva impressió:
«Aquesta pintura impecable, on tot està representat amb la cura més extrema, on el més mínim detall és pintat amorosament, no era una conquesta fàcil. L'execució material era segura i ràpida, però els preparatius eren laboriosos i plenament desenvolupats, cada objecte observat i analitzat en totes les formes possibles amb l'ajuda dels seus esbossos, estudis a escala definitiva i nombroses proves preliminars amb tinta. Bouguereau era un etern perfeccionista, sovint tornant a treballar les composicions fins i tot després de donar-les per acabades».
Bouguereau va treballar la tècnica de la pintura a l'oli, i la seva pinzellada és molts cops invisible, amb un acabament d'altíssima qualitat. Va ser un gran colorista, construïa les formes amb llurs contorns nítidament delineats, evidenciant el seu domini del dibuix, i definia els volums amb una hàbil gradació de la llum en sfumatos subtils. La seva tècnica era reconeguda com a brillant, però en els seus darrers anys, possiblement per problemes de visió, es va tornar menys rigorosa, i les pinzellades, més lliures.
Amb tot, en algunes ocasions la seva tècnica podia ser extremament versàtil, tot adaptant-se a cada tipus d'objecte representat, cosa que feia una particular impressió de vivacitat i espontaneïtat al conjunt, sense que això signifiqués grans improvisacions, com ho testimonia la similitud entre els seus esborranys i les obres finalitzades. Un exemple d'aquest tractament d'excepció pot ser donat per l'anàlisi de la seva important composició La joventut de Bacus, en les paraules d'Albert Boime:
«Aquí Bouguereau virtualment dibuixava amb el pinzell, i l'animació i la vivacitat de les figures es deuen en gran manera a la llibertat de la seva execució. A la dreta, els arbres es construeixen ràpidament amb traços irregulars i poca tinta; en altres zones del fons va utilitzar una tècnica de veladures i efectes gràfics. Una paleta impressionant de verds i marrons transmet eficientment l'atmosfera de tardor. Dubto que si hagués fet servir les seves tècniques més conegudes i tradicionals, hagués pogut transmetre la seva sensualitat amb tanta autenticitat».

### Obres eròtiques

#### El nu femení

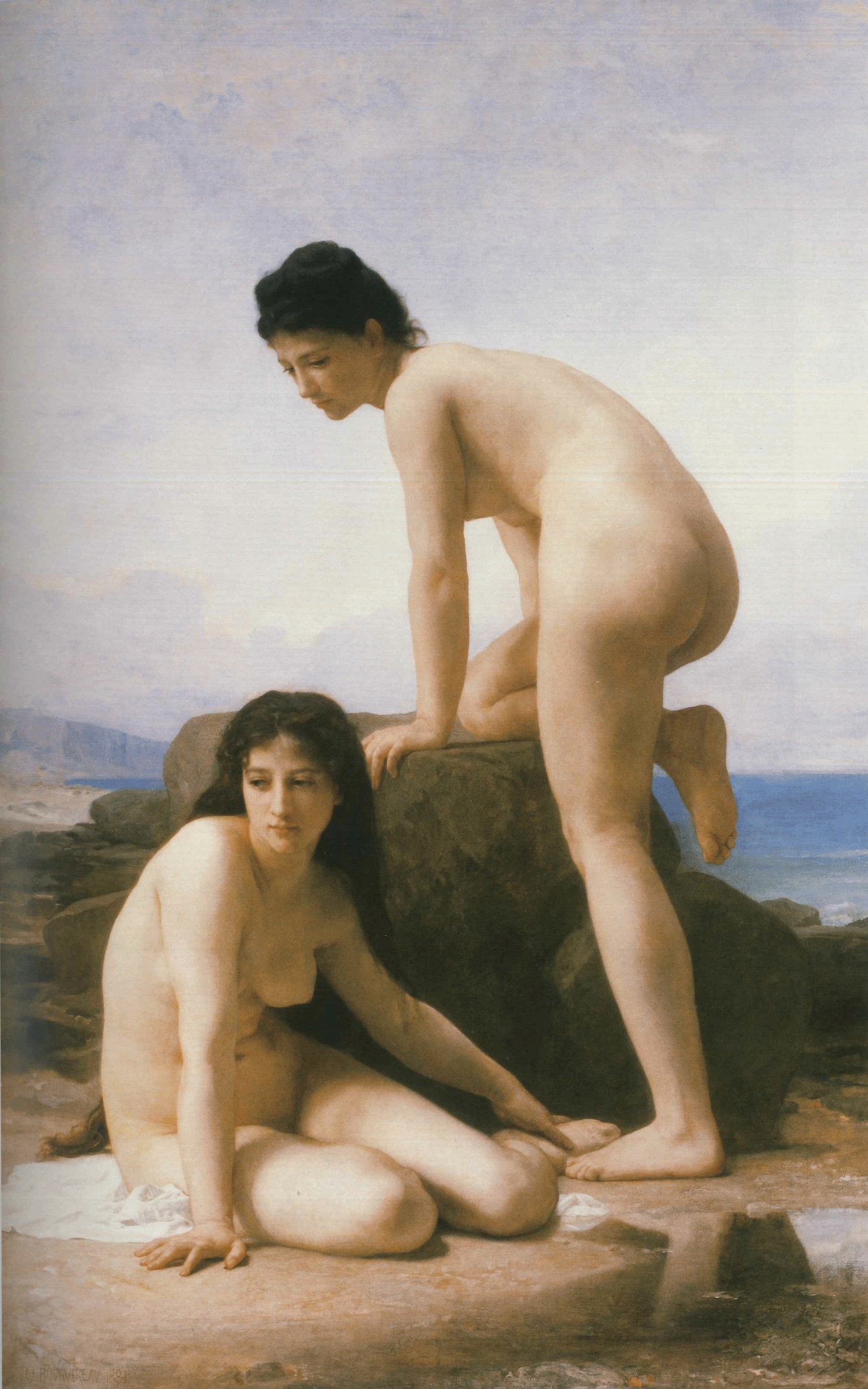
Dues banyistes, 1884

Entre els canvis a l'univers acadèmic introduïts per la burgesia, hi havia la demanda d'obres de contingut eròtic. Això explica la gran presència del nu a la seva obra, i diversos estudiosos contemporanis també s'han interessat per aquest aspecte de la seva producció. Theodore Zeldin va dir que a despit de la cultura clàssica innegable que tenia, les seves obres no s'ocupen dels déus i deesses mitològiques en si mateixos, sinó que són mers pretextos per mostrar bells cossos femenins amb les seves pells brillants, cosa que, segons l'autor, es pot confirmar pel seu costum de triar els noms de les obres només a posteriori d'acabar-les, en llargues converses amb la seva dona, que sovint acabaven en rialles. Entre les seves escenes amb nus mitològics són els més coneguts La joventut de Bacus, en què una profusió de nus i figures semivestides es delecta i diverteix al voltant del déu del vi i de l'èxtasi, i Nimfes i sàtir, on quatre nimfes nues de cos escultural intenten seduir una criatura mitològica coneguda per la seva lubricitat.
Bouguereau fou un dels pintors de nus femenins més apreciats de la seva època segons Jules Lefebvre. Marcel Proust en una carta deixà escrit que era capaç de captar i de fer comprensible l'essència transcendental de la bellesa de la dona, i va dir: «Aquella dona tan estranyament bella.... mai no es reconeixeria i admiraria a si mateixa sinó en una pintura de Bouguereau. Les dones són encarnacions vives de la Bellesa, però elles no ho comprenen». El tipus de cos que l'artista consagrà a les seves obres era el model-patró de bellesa femenina idealitzat en el seu temps: dones joves de pits petits, amb un cos perfectament proporcionat, una aparença etèria, sovint en posició frontal però sense pèl púbic, o amb la vulva estratègicament oculta. Com va observar James Collier, per aquella societat aquell tipus de representació sublimada i impersonal era una forma acceptable d'exhibir públicament la figura de la dona nua, en una època moralista en què els cavallers no gosarien mencionar paraules com «cames» o «embaràs» en presència de dames. Per a poder ser vista nua, la dona no hauria de ser d'aquest món. No és d'estranyar, doncs, l'escàndol que l'Olympia de Manet va causar quan va ser exposada el 1863, no més nua que les dones de Bouguereau, però presentada en un context prosaic —recolzada en un sofà amb una serventa que li porta un ram de flors, probablement enviat per un admirador, cosa que la tornava als ulls de l'espectador de l'època simplement una prostituta. Mentre que Olympia avergonyí tothom amb la seva crida al sexe immediat, els homes podien fantasejar amb les nimfes inhumanes de Bouguereau, de forma tranquil·la i educada, en plens Salons Entre els seus nus més ambiciosos hi ha Dues banyistes, una gran contribució a un gènere tradicional però que d'alguna manera és un treball innovador. Gran part del seu impacte es deu a la presentació dels cossos delineats contra un fons obert, que posa en relleu les seves formes, i els dona monumentalitat escultural. Un cop més, com era la norma en el tema dels banyistes, les figures no semblen pertànyer a la terra, immerses en una mena d'introspecció en un escenari aspre i remot, lluny de l'entorn urbà, vivint només en la realitat pictòrica, característiques que les aïllen de l'observador amb seguretat sense produir una interacció eficaç.

#### Cupidos i camperoles

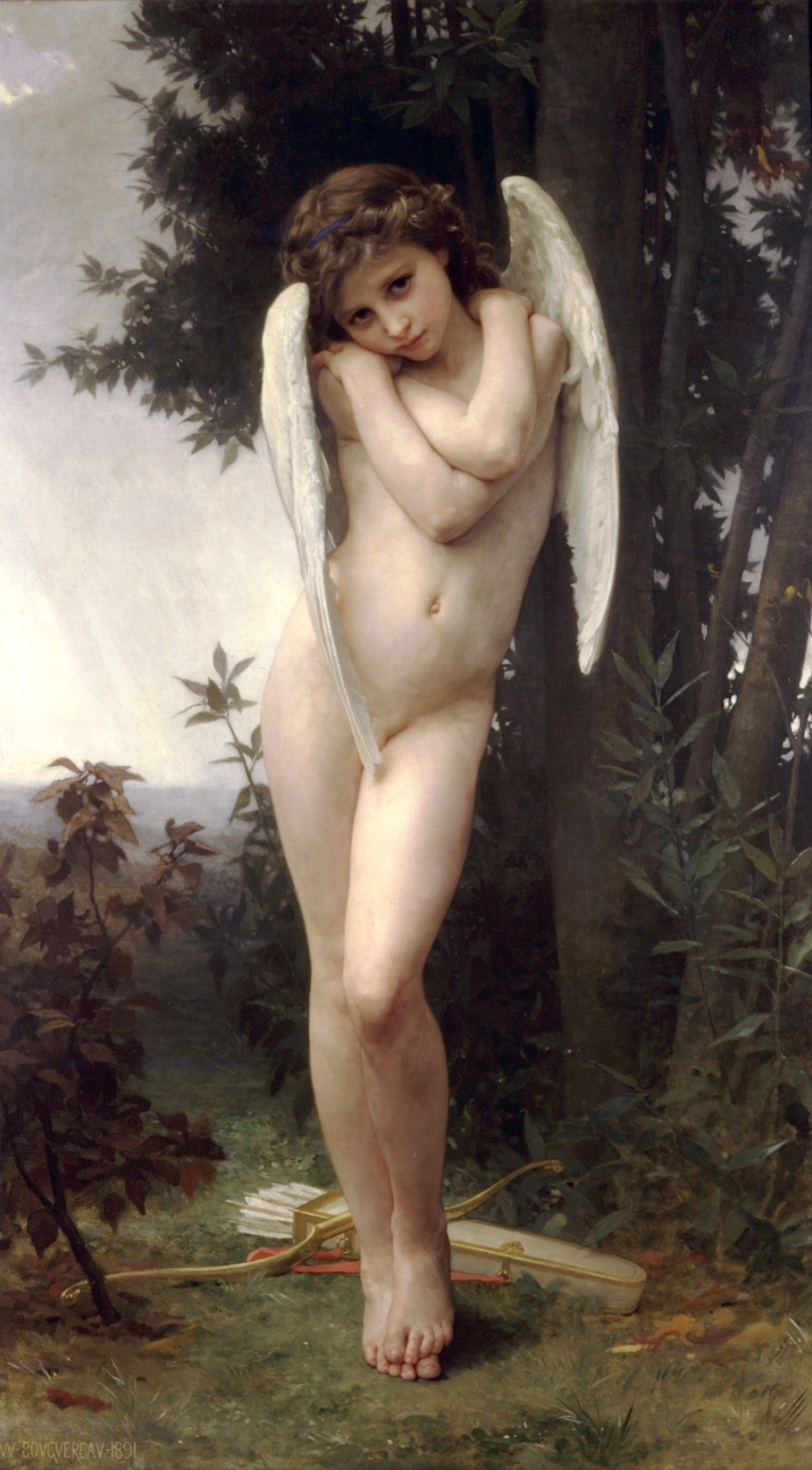
Cupido moll, 1891.

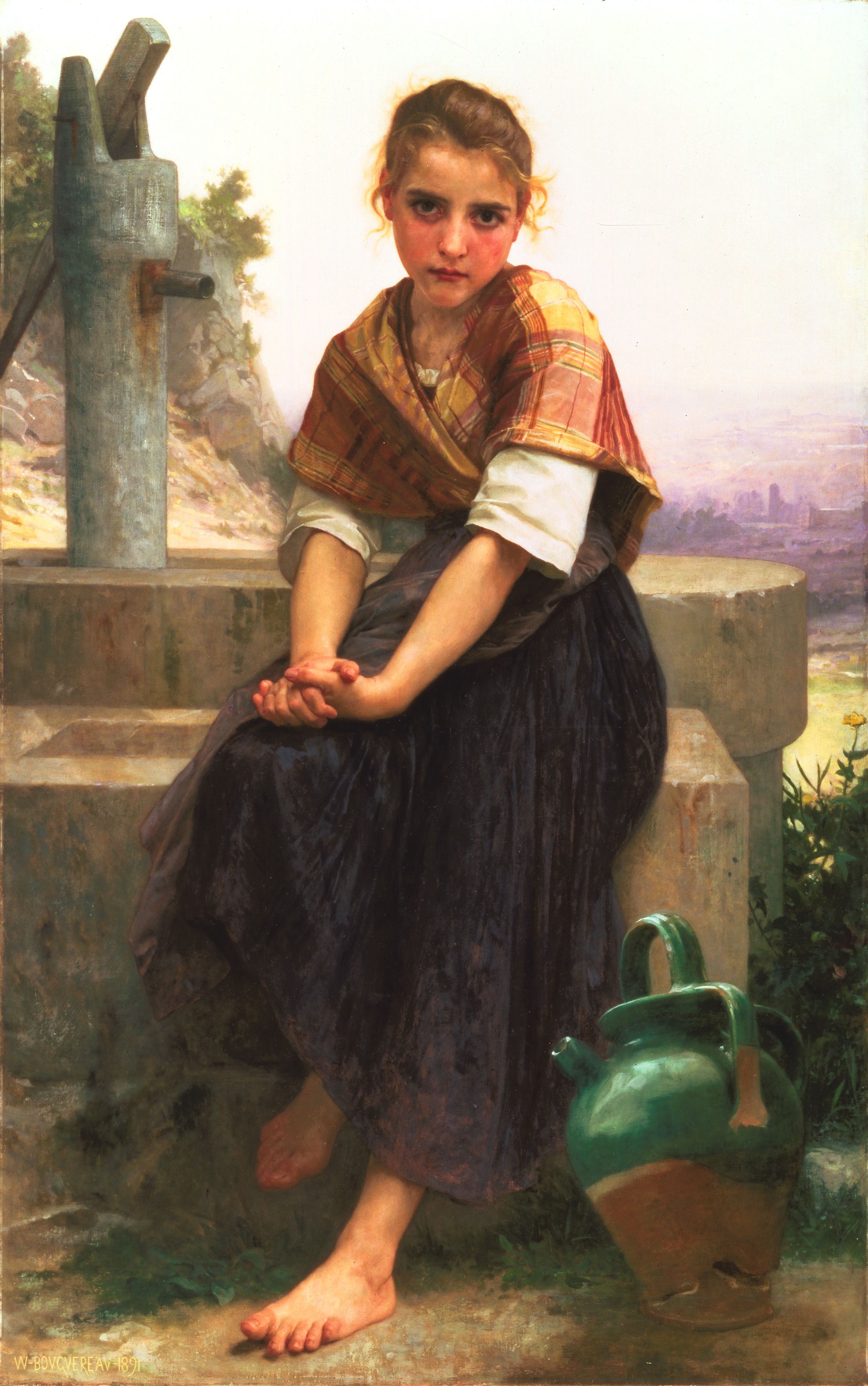
La gerra trencada, 1891.

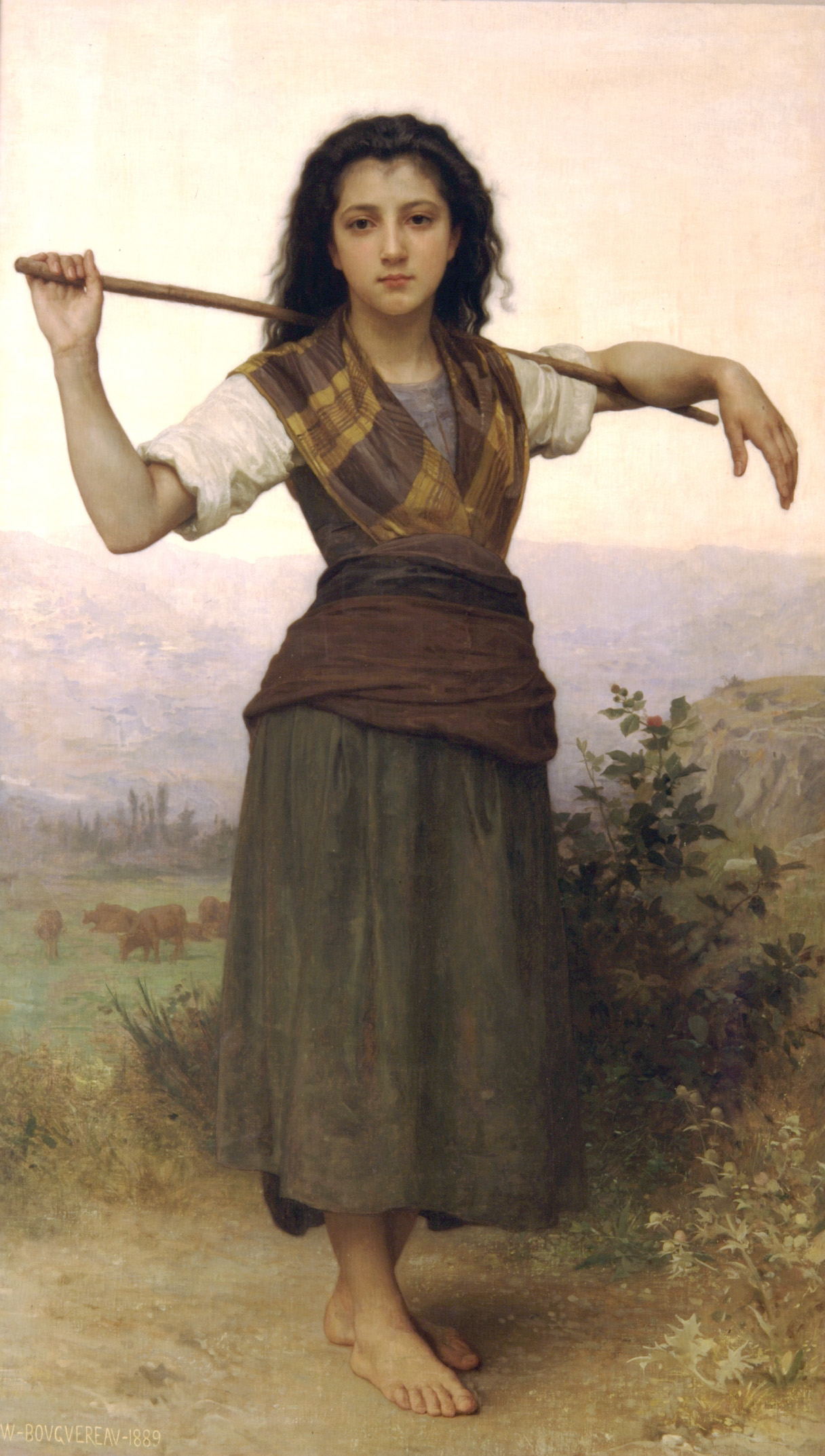
La pastora, 1889.

Però hi va haver un desenvolupament peculiar en l'erotisme masculí europeu del segle xix, amb l'obertura de nous camps de la representació artística en què Bouguereau es va sumir decididament. En uns moments en què la dona adulta, la dona real, estava abandonant el seu antic paper de casta i virtuosa diva, amb una "innocència perduda", l'erotisme masculí en part es va traslladar a la joventut i fins i tot, en alguns casos, als nens, a l'inici de la seva adolescència, a la recerca d'alguna cosa que podria esborrar la sensació de puresa perduda. Com descrigué Jon Stratton, "hi va haver una convergència. Quan les adolescents s'havien convertit en desitjables per als homes de la burgesia, essent alhora desitjades i temudes, hom pensà que els homes podien celebrar l'adolescència sense desig, més per les virtuts femenines que els havien atribuït. Però llavors l'ambigua figura masculina va esdevenir erotitzada". Bram Dijkstra, en la mateixa línia, va citar com a exemple l'obra de Cupido moll, exhibida al Saló de 1891, i en digué: "El mestre no podria oferir un adolescent més sexualment estimulant que aquest, però, al contrari que Oscar Wilde, que havia estat empresonat per pederàstia, Bouguereau va rebre premis i honors". La diferència, segons Stratton, estava en el fet que Wilde va passar als terrenys dels fets, mentre que Bouguereau va romandre a recer al segur terreny de la fantasia.
L'obra eròtica de Bouguereau, de tota manera, no va privilegiar els nois, tot i que va produir diversos Cupidos. Madures o joves, les dones són la majoria de les figures representades a la seva obra, sorgint no només a les temàtiques mitològiques, com ja s'ha dit, sinó també en al·legories i nus - val a dir que la seva reputació va créixer en bona part sobre el nombrós grup de pintures que mostren nimfes i banyistes - però també en la descripció de la població rural femenina en les seves activitats quotidianes. Les camperoles foren un motiu que va tenir una enorme popularitat a les darreries del segle xix, també com una idealització romàntica de la innocència i la puresa, i també de la salut i el vigor, a despit de la duríssima realitat en què vivien en aquella època, que era ben diferent de la que apareixia als quadres de Bouguereau i d'altres que seguien la mateixa estètica, sempre immaculadament netes, felices, despreocupades, i ben vestides. L'imaginari popular urbà les veia també com a particularment properes a la natura, a la terra, i per extensió, se suposava que eren més ardents en l'amor. Tal com va analitzar Karen Sayer,
«El gènere camperol va romandre com una de les poques maneres mitjançant la qual la sexualitat podria ser legítimament presentada amb la finalitat de donar plaer a l'art del segle xix. Dones i nenes camperoles eren presentades des d'un punt de vista voyeurístic, vulnerables i seductores; les al·legories morals i el tall innocent eren només l'altra cara de la moneda retòrica. La camperola, particularment la jove, la bella noia, era erotitzada d'una manera que no era possible per a dones d'altres classes, simplement pel fet de (com a classe social) romandre distants del públic de classe mitjana, i perquè vivien lluny, al camp, a la geografia de les idealitzacions i de l'imaginari sexual.... Com Bloomfield i Pyne observaren, la camperola havia de ser 'temperada' per al consum del públic urbà.... en una curosa reelaboració de la ideologia, a través del discurs pastoral, de la infantesa i de la feminitat. Això, d'altra banda, va acabar per redefinir totes les dones com a decoratives, objectes de consum, els cossos de les quals podien ser fets servir com a teles on es projectava poder».
No és difícil de percebre les àmplies connotacions polítiques i socials d'aquesta visió, com a consolidació d'una ideologia de domini i explotació esbiaixada de les camperoles. En analitzar l'obra La gerra trencada, Sayer diu que la imatge de la camperola, asseguda a vora d'un pou, amb els peus nus, els cabells afluixats, la mirada fixa en l'observador, la gerra trencada als seus peus, és una metàfora de la seducció i al mateix temps del perill, de coneixement i d'innocència sexual, i indica amb claredat el poder de la sexualitat, un poder que requereix una reacció que dissolgui l'amenaça i contingui tant de poder, a través del distanciament de la idealització pastoral, i en especial considerant que la figura és la d'una noieta i no la d'una dona adulta.
En el cas dels nens, la neutralització de sortida del seu poder sexual es dona amb la seva mitologització, mostrant-los en forma de Cupidos i transportant-los així a una esfera supramundana. També és simptomàtica la seva preferència per la forma romana del déu de l'amor, en teoria menys sexualitzada que la forma grega d'Eros, en general un home adult i masculí. El tractament d'aquestes obres, delicat i sentimental, igualment col·laborava per a augmentar el distanciament de la realitat. L'artista pintà molts Cupidos, dient que atenia les exigències del mercat: «Ja que els temes humils, els dramàtics, i els heroics no venen, i com que el públic prefereix Venus i Cupidos, jo em dedico principalment a pintar-ne». Alyce Mahon, explorant la tela Jove defensant-se de Cupido, declarà que la neutralització es dona, en aquest cas, també a través de la composició, en què la jove somriu el déu de l'amor, però al mateix temps l'allunya amb els seus braços, i de l'ambientació, novament una idíl·lica estampa campestre, al mateix temps que ofereix detalls atraients, com el bell cos seminu de la jove i les rosades natges exposades del petit déu.
D'altra banda, pel públic més conservador, les seves obres eròtiques foren molts cops motiu d'escàndol. Nimfes i sàtir, encara que va esdevenir la seva obra més popular als Estats Units a la seva època, i que fou reproduïda nombrosos cops per tot el país, va pertorbar els moralistes; Envaïnt el regne de Cupido fou atacada per un crític com a adequada per un bordell; un nu que fou enviat a Chicago va desencadenar una tempesta a la premsa local, que va dir que Bouguereau era «un d'aquests bastards que pretén amb el seu talent corrompre la moral de tot el món», i El retorn de la primavera, quan fou exposat a Omaha el 1890 acabà essent vandalitzat per un pastor presbiterià, que va prendre una cadira i envestí contra la pintura, a la qual va fer un gran set, indignat contra «els pensaments i desitjos impurs que l'obra li va despertar»; posteriorment el quadre fou vandalitzat un segon cop, el 1976, per motius similars. De tota manera, McElrath & Crisler sostenen que fins i tot en les seves obres explícitament eròtiques, mai va baixar al que no es considera "bon gust", ni va treballar el sòrdid, estrany i repulsiu, com sí que van fer contemporanis seus com ara Toulouse-Lautrec, Degas i Courbet. D'altres autors, com Mittchel & Reid-Walsh, John Brewer i Tobin Siebers han reiterat la complexitat i han assenyalat les ambigüitats i tensions subjacents a l'obra eròtica de Bouguereau. Vehiculant tants significats, aquesta faceta del seu treball forneix un notable testimoni visual de les ideologies del seu temps i dels canvis que s'estaven produint en aquella societat.

### Obres religioses i històriques

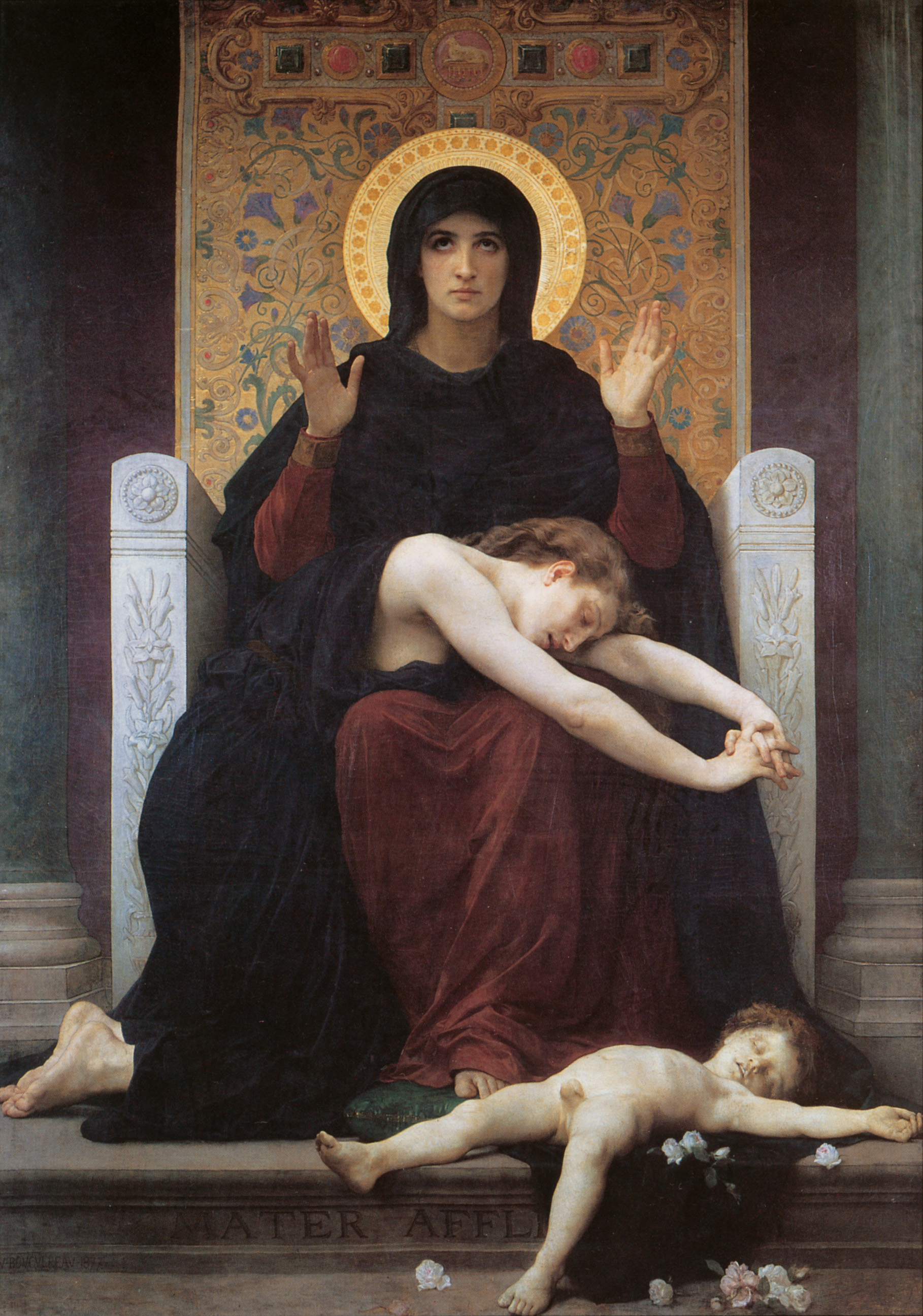
La Mare de Déu del consol, 1875

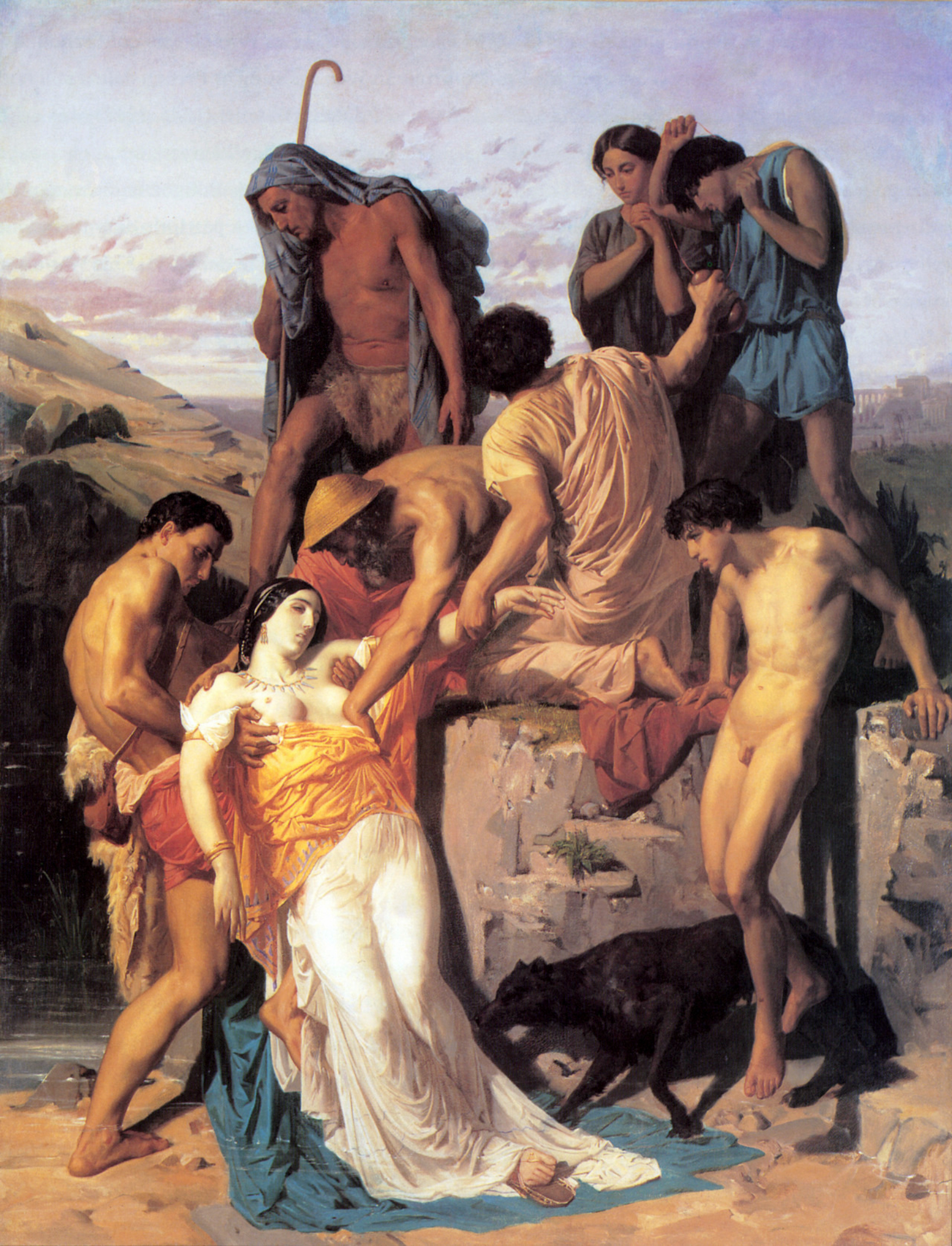
Zenòbia és trobada per pastors a la riba del riu Araxe, 1850

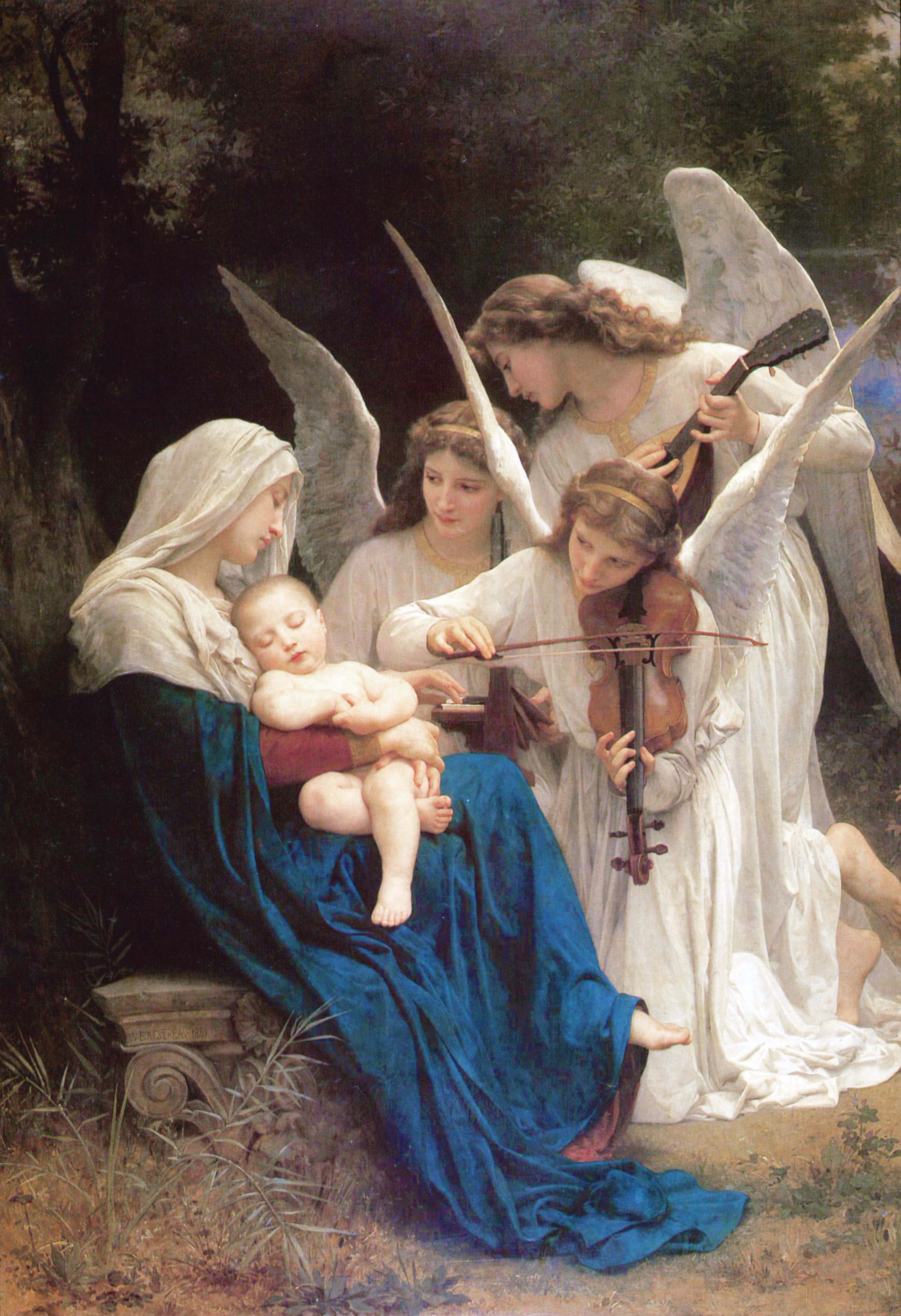
El cant dels àngels, 1881

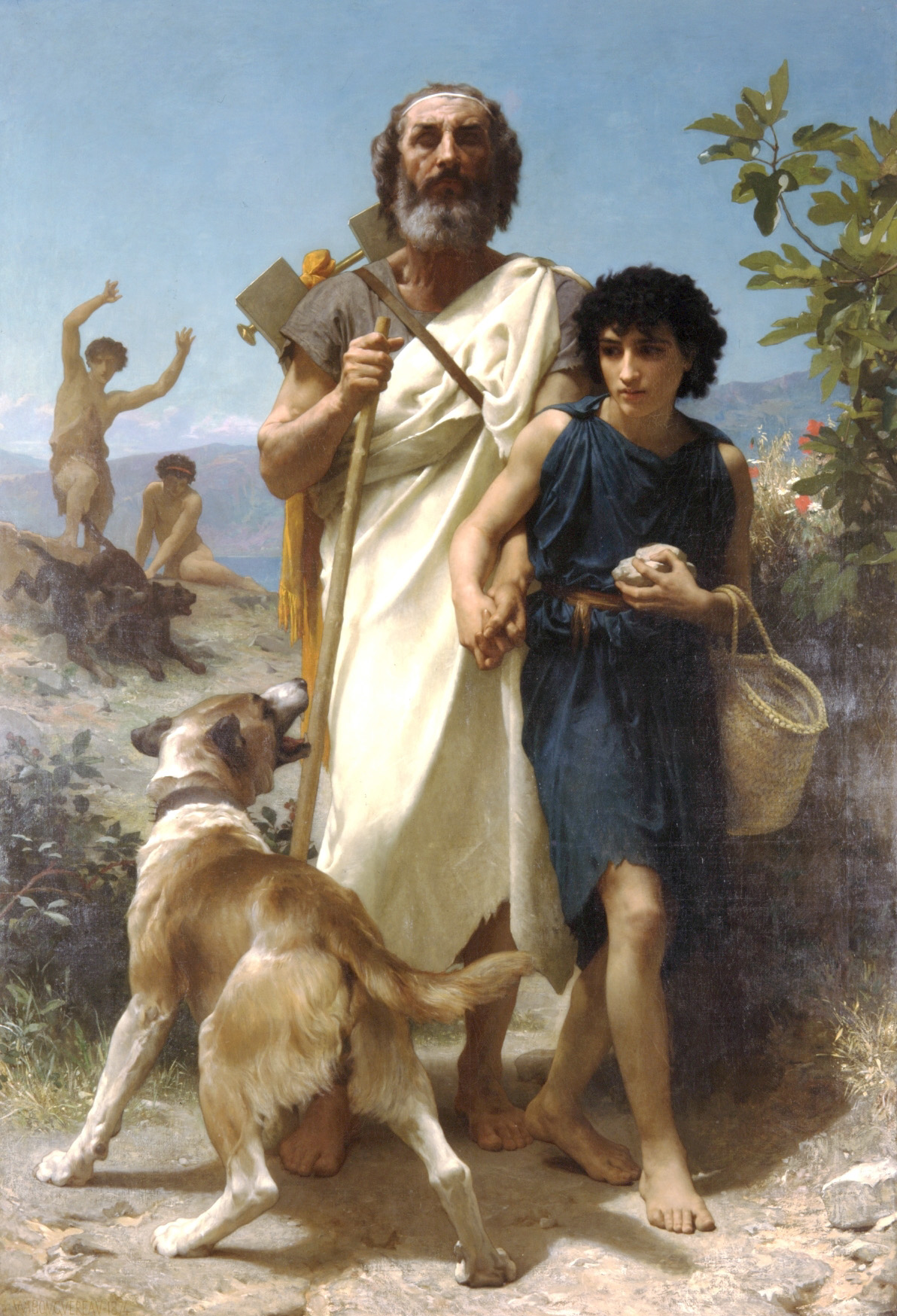
Homer i el seu guia, 1874

La producció sacra de Bouguereau constituí una minoria dins el conjunt de la seva obra, tot i que aquest grup temàtic mereix almenys una referència breu. Va treballar de manera més emfàtica el gènere sacre abans de la dècada de 1860, considerant-lo «el pilar de la Gran Pintura» i donant-li un tractament conservador i grandiloqüent que l'afiliava a l'escola classicista de Rafael i Poussin. Les seves obres religioses eren molt valorades i Bonnin, un crític de l'època, va elogiar l'autenticitat del seu sentiment cristià i la noblesa de les seves figures, com s'expressa en la Pietà, considerant-les de millor inspiració que no pas les seves creacions profanes. Similar a la Pietà és la Mare de Déu del Consol, una composició solemne i hieràtica, que es remet a l'art romà d'Orient, on Maria acull a la falda una mare desolada que té el fill mort als seus peus. Va ser pintat poc després de la guerra francoprussiana, en honor de les mares franceses que van perdre als seus fills en el conflicte. Després del seu interès inicial, va interessar-se per altres àrees, i el mateix artista va reconèixer que el mercat d'aquest tipus d'art disminuïa ràpidament, en una tendència que ja el 1846 Théophile Gautier havia detectat.
No obstant això, durant tota la seva vida ocasionalment va produir algunes peces religioses, incloses algunes per importants encàrrecs de l'Església, com la decoració el 1881 de l'església de Sant Vicent de Paül a París. En les seves obres tardanes va mantenir el mateix to elevat de la seva producció inicial, encara que l'estil fos més flexible i dinàmic. Quan va pintar grups d'àngels, sovint derivà les figures a partir del mateix model, eteri i dolç. A Regina angelorum (1900), tots els 21 àngels són idèntics; a la Cançó dels àngels (1881) passa el mateix, i a la Pietà (1876) els vuit àngels són bàsicament dos models diferents. Aquest procediment significa, potser, com acredita Kara Ross, una declaració de principis sobre la naturalesa del diví, emfatitzant que la presència divina pot ser sentida a través de multitud d'ànimes, però és en essència un únic poder.
També podia expressar el pathos del sentiment religiós, com a la Compassió! (1897), on Crist a la creu és presentat contra un paisatge desolador de gran eficàcia dramàtica, i a la mateixa Pietà citada abans, pintat poc després de la mort del seu fill Georges, amb la figura de Crist mort fortament envoltada pels braços de la seva mare, que té un cercle d'àngels al seu voltant en agitada composició. Jay Fisher, al seu torn, considera sorprenent que fins i tot en obres religioses són visibles signes eròtics, posant com a exemple la Flagel·lació de Crist i dient que l'obra va causar aprensió quan fou presentada en públic, amb els crítics veient al cos del màrtir formes certament feminitzades i reprovant el seu lànguid abandó al suplici.
Les obres històriques, segons el concepte de l'època, eren visualitzacions retòriques de propòsit eminentment didàctic, i treien els seus motius de la literatura, el folklore i l'erudició antiga, o portaven a escena esdeveniments recents considerats dignes de consagració artística. Generalment de grans dimensions, emfatitzaven valors positius, amb un enfocament que tenia un toc de sensacionalisme per tal de causar impacte i emoció al públic. Tot i que aquestes obres eren sovint evocacions sentimentals, en altres casos hi va haver una gran preocupació en la recreació del passat amb rigor històric o en transmetre un missatge moral vàlid per a l'educació i l'elevació de la comunitat. Exemples típics d'aquest acostament són visibles a l'obra que li va valer el premi de Roma el 1850, Zenòbia és trobada per pastors a la riba del riu Araxe, que defensava valors morals i pietosos en narrar l'episodi de la reina apunyalada i abandonada pel seu marit, però salvada i curada per pastors bondadosos, i la que fou fruit d'un encàrrec estatal el 1856, Napoleó III visitant les víctimes de les inundacions de Tarascó, que mostrava un motiu de caràcter cívic i social.
Al mateix camp s'hi poden incloure les al·legories, com ara Alma parens, la Mare Pàtria carregada de civisme, en què hi ha una dona de port august i coronada de llorer, asseguda en un tron, envoltada de nens que representen els ciutadans i van a la recerca de refugi. Als peus, els símbols de la riquesa de la terra: una branca de vinya i espigues de blat. Similar és la Caritat, també una figura maternal i protectora. Tal com va passar amb les pintures religioses, els temes històrics varen començar a deixar d'estar de moda als voltants de la dècada de 1860, en favor de temes més prosaics. Bailey Van Hook va assenyalar que, a despit de les diferències de tema, el tractament formal que Bouguereau donava en molts casos era bastant similar per a tots els gèneres, establint un mateix patró de construcció de figures i maneres de compondre les escenes. Laura Lombardi sembla concordar en part amb aquesta idea, però emfatitza que el principal al seu treball històric és una reeixida interpenetració de referències clàssiques i evocacions de la seva pròpia època, citant l'exemple de la tela Homer i el seu guia, que, mostrant un motiu de l'antiga Grècia, ho va fer amb la vivacitat d'un estudi en viu.

### Retrats

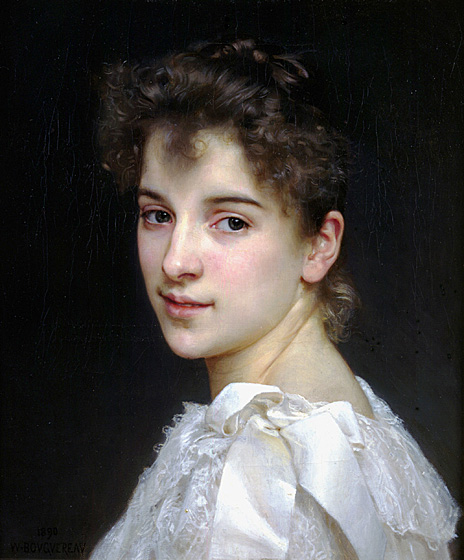
Retrat de Gabrielle Cot, 1890

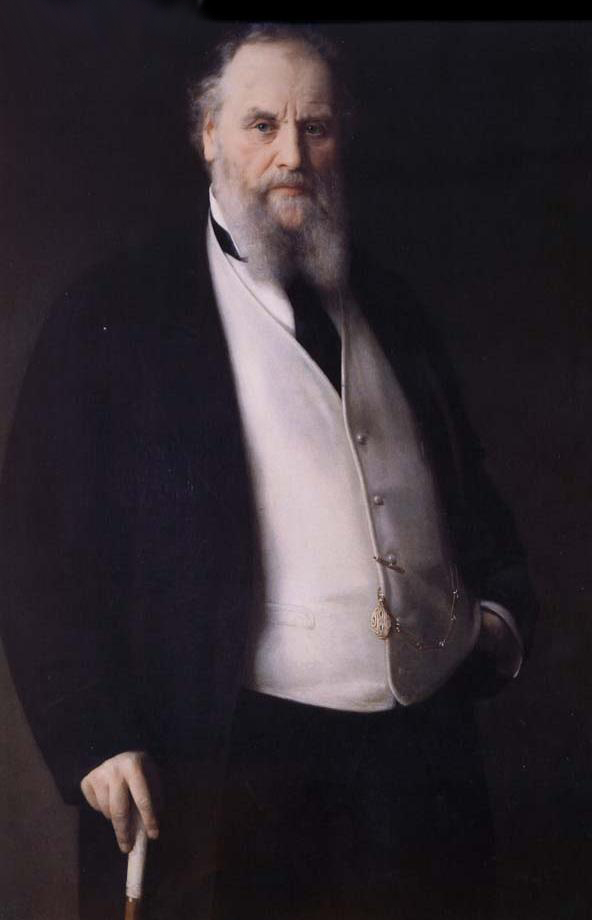
Retrat d'Aristide Boucicaut, 1875

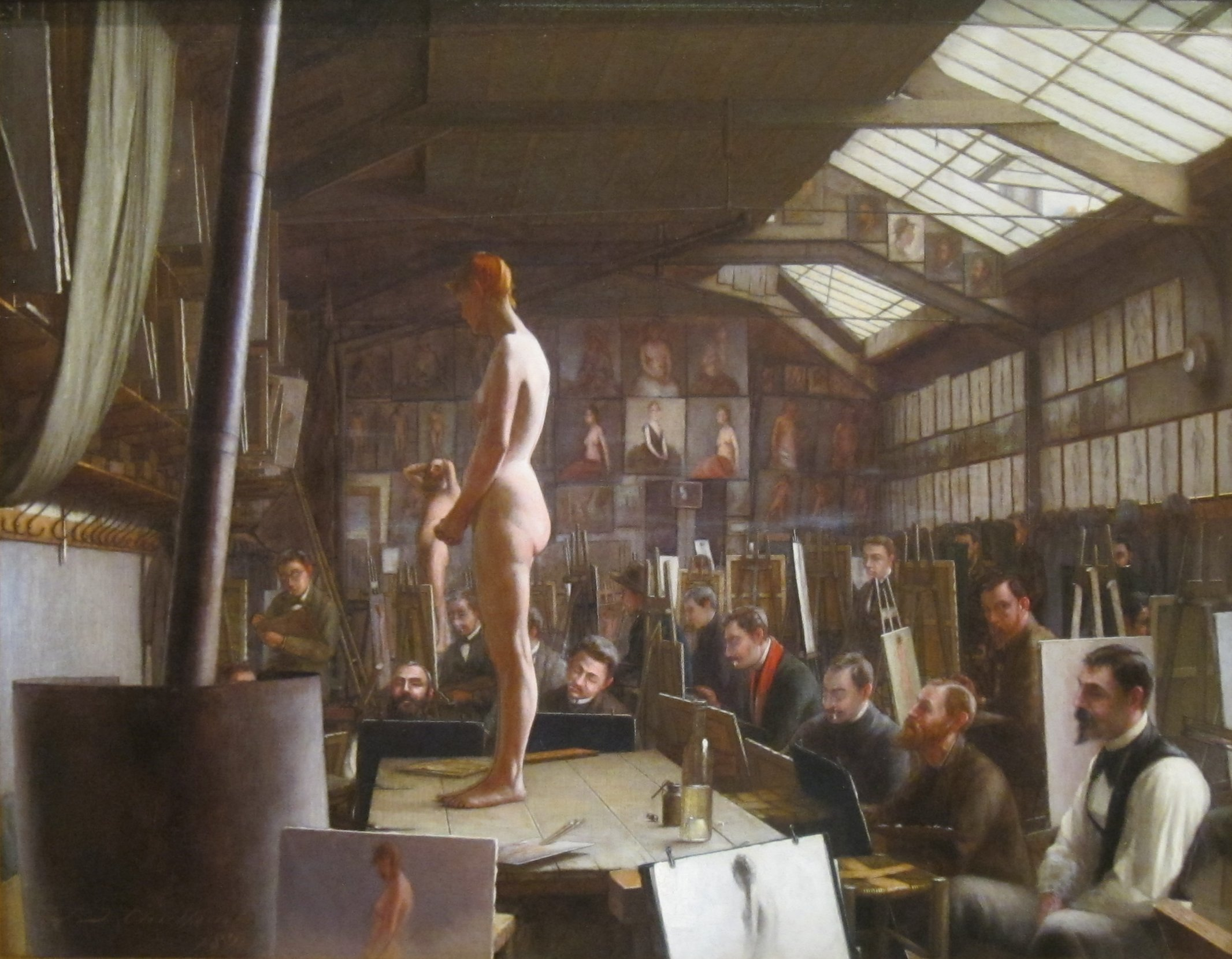
Jefferson David Chalfant: Aula de Bouguereau a l'Acadèmia Julian, 1891

Molt apreciats al llarg de la seva vida, els seus retrats són en general representacions romàntiques, que mostren una notable capacitat de captar les emocions i l'esperit del subjecte. En aquest camp aparentment se sentia més lliure de convencions, i pogué explotar la figura amb franquesa i sense haver de referenciar-la contra la tradició clàssica. Els seus retrats foren importants models per estimular la producció artística femenina i viabilitzar la seva integració al mercat. S'inicià al gènere essent encara jove, tot retratant persones de la seva regió natal; fou retratista imperial i una de les seves creacions més celebrades és el Retrat d'Aristide Boucicaut, de gran rigor formal.

## Docència
En la seva carrera docent, en què va formar molts estudiants, va adoptar el mateix mètode en què fou educat, i que exigia una estricta disciplina, un estudi a fons dels vells mestres i la natura i un perfecte domini de les tècniques i materials. En el mètode acadèmic no hi havia lloc per la improvisació. Com ell va dir un cop als seus alumnes: «Abans de començar a treballar, cal submergir-se en el tema de l'obra, si no ho enteneu, cal estudiar-lo més, o buscar-ne un altre. Recordeu que tot s'ha de planificar amb antelació, fins i tot els detalls més petits». Això no vol dir que fos dogmàtic. Encara que insistia en la necessitat d'una formació completa i en una intensa dedicació al treball, d'acord amb Zeldin ell «no inculcava doctrines als seus deixebles, els animava a seguir la seva inclinació natural i a trobar la seva pròpia originalitat a través de la investigació individual i el desenvolupament dels seus talents especials. Pensava que no hi havia cap raó per tractar de produir pintors segons el model renaixentista .... Ell mateix no va mostrar cap interès en la filosofia, en la política o en la literatura, no donava importància a les teories sobre pintura i rebutjava anàlisis prolongades». El mateix artista va escriure:
"La teoria no té lloc.... a l'educació bàsica de l'artista. Són l'ull i la mà que han de ser exercit durant els anys impressionables de la joventut.... És sempre possible més tard adquirir els coneixements que calen per a produir una obra d'art, però mai - i vull emfatitzar aquest punt - mai, la perseverança la voluntat i la tenacitat d'un home madur seran suficients si la pràctica és insuficient. I hi pot haver una angoixa més gran que la sentida per l'artista que veu la realització del seu somni obstaculitzada per una mala execució?"
No mantingué cap escola privada, però ensenyà a l'Acadèmia Julian a partir de 1875 i a l'Escola de Belles Arts de París a partir de 1888, en aquesta darrera fent-hi només classes de dibuix. Entre els seus nombrosos deixebles, cal citar-ne alguns que varen adquirir notorietat posteriorment: Lovis Corinth, Robert Henri, Henri Matisse, John Lavery, William Blair Bruce, Jean-Édouard Vuillard, Florence Carlyle, Augustus Koopman, Pedro Weingärtner, Benedito Calixto i Eliseu Visconti. Les seves alumnes estaven especialment unides a ell, i el consideraven, per la seva àmplia experiència i excel·lent reputació, més que un mestre, un mentor per a la vida. Algunes arribaven a venerar-lo, i col·leccionaven com a relíquies objectes que hagués tocat, encara que fossin insignificants, com ara mistos usats. Cal destacar també que la seva influència fou important per tal que les dones guanyessin més respecte en els ambients artístics de l'època i que mercès a la seva intervenció moltes d'elles varen aconseguir de col·locar-se als mercats d'art.

## Fortuna crítica

### Fama i descrèdit
Al principi ell mateix no estava segur del seu valor. En una nota escrita el 1848, quan tenia 23 anys, anhelava ser capaç de crear obres «dignes d'un home adult». No obstant això, amb el temps va arribar a estar més confiat: «El meu cor està obert a l'esperança, tinc fe en mi mateix. No, els estudis ardus no eren inútils, el camí triat és bo, i amb l'ajuda de Déu conqueriré la glòria». En efecte la va conquerir. Treballant sense descans, i essent molt disciplinat i metòdic, es va fer ric i famós i va deixar una vasta obra, amb 828 peces catalogades.

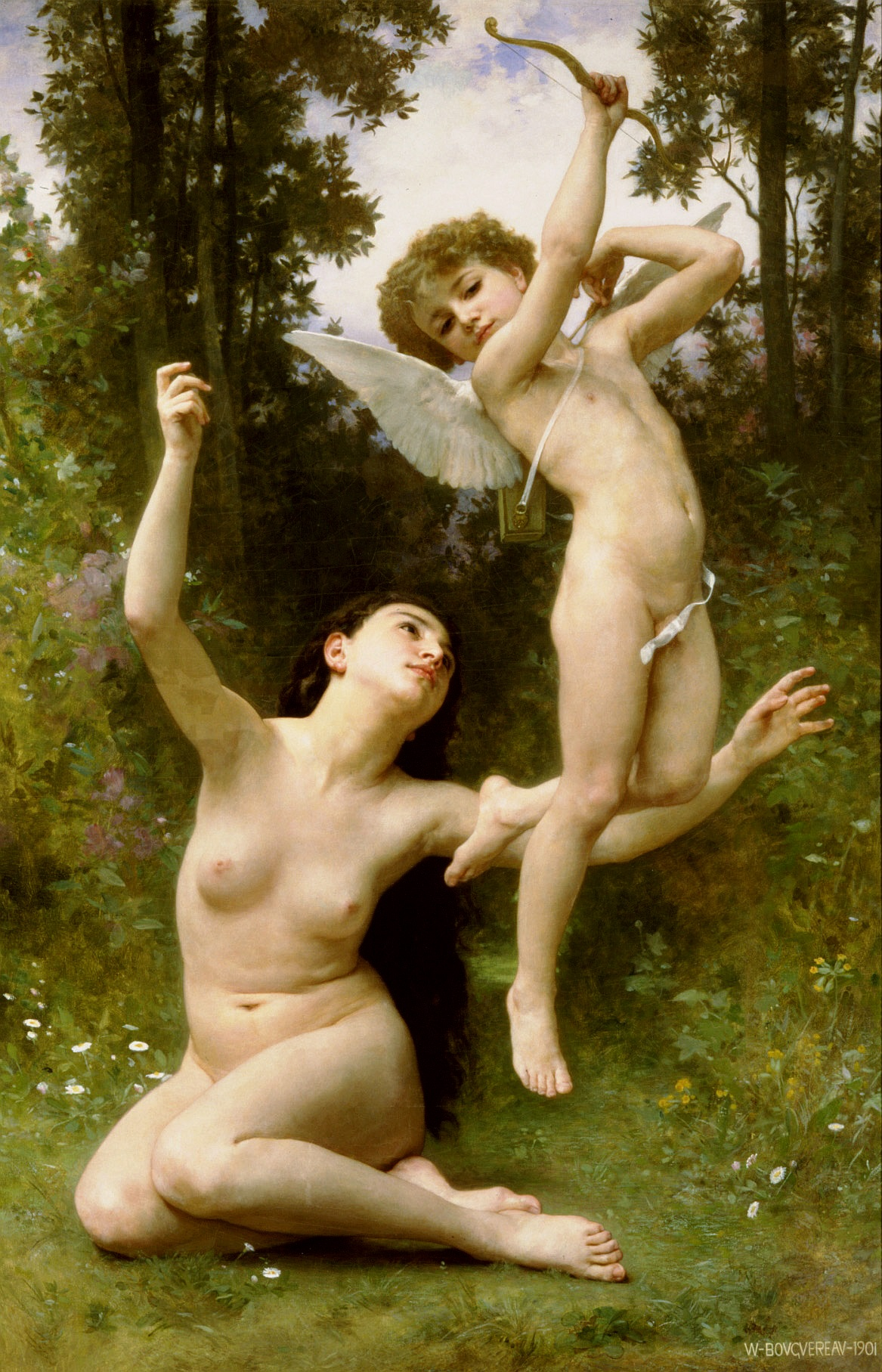
L'Amor vola, 1901

Al llarg de la major part de la seva carrera, Bouguereau fou considerat un dels més grans pintors vius, i la més perfecta personalització de l'ideal academicista, essent comparat amb Rafael. La seva feliç combinació d'idealisme i realisme era molt admirada, i Gautier deia que ningú podia ser al mateix temps tan modern i tan grec. Les seves obres arribaven a preus astronòmics, i corria una broma que deia que perdia cinc francs cada cop que deixava els pinzells per anar a orinar. Educà una legió de deixebles, i tenir-lo com a mestre era gairebé sempre un passaport garantit per una bona col·locació al mercat. Va dominar els Salons parisencs en una època en què París era la Meca de l'art occidental, i en els seus temps de glòria la seva fama dins de França era només comparable a la del president de la República. Els col·leccionistes nord-americans el tenien com al millor pintor francès del seu temps, i era molt apreciat també als Països Baixos i Espanya.
No obstant això, a finals del segle xix, quan el Modernisme va començar el seu ascens, la seva estrella va començar el seu declivi. Degas i els seus companys van veure en Bouguereau principalment artificialitat, i el qualificatiu «bougueresc» es va convertir en sinònim pejoratiu d'estils similars al seu, malgrat que van reconèixer que en el futur hauria de ser recordat com un dels més grans pintors francesos del segle xix. Passà a ser considerat un tradicionalista antiquat, d'escassa originalitat i de talent mediocre, i el pontificat del qual a les acadèmies minava la creativitat i la llibertat d'expressió dels alumnes. Al començament del segle xx la seva preocupació pels acabats minuciosos, el seu estil bàsicament narratiu, el seu sentimentalisme i amor a la tradició el convertien a ulls dels modernistes en un epítom d'una societat burgesa decadent, que donaria origen a la I Guerra Mundial.
Així la seva obra va caure en l'oblit, i durant dècades va ser considerada inútil, vulgar i irrecuperable. Les seves pintures van desaparèixer del mercat i era difícil escoltar alguna referència a ell, fins i tot a les escoles d'art, excepte com un exemple del que no s'havia de fer. Lionello Venturi va arribar a afirmar que l'obra de Bouguereau ni tan sols mereixia ésser considerada «art». No obstant això, és interessant observar que al llarg dels anys alguns artistes d'avantguarda importants - pocs, és cert - van fer-ne comentaris positius. Van Gogh desitjava pintar tan correctament com ell, Salvador Dalí el titllava de geni i Philip Guston deia que «ell realment sabia pintar». Andy Warhol posseïa una de les seves obres.

### Una rehabilitació polèmica
La seva rehabilitació va començar el 1974, quan es va muntar una exposició de la seva obra al Musée du Luxembourg, que va causar certa sensació. L'any següent el New York Cultural Center en va realitzar una retrospectiva. John Ashbery, comentant-la en un article al New York Magazine, deia que la seva obra era totalment buida. Deu anys després la seva producció fou objecte d'una gran mostra retrospectiva que va exposar-se al Petit Palais de París, i posteriorment al Museu de Belles Arts de Mont-real i al Wadsworth Atheneum de Hartford. Tot i que el comissari del Petit Palais va afirmar que era el moment per revisar el seu treball i desfer alguns mites modernistes, l'escriptor Vivien Raynor, del The New York Times, va rebre l'exposició amb escepticisme, dient que Bouguereau seguia sent un pintor banal i avorrit. De la mateixa manera, la inauguració del Museu d'Orsay el 1986, que retornava visibilitat a molts academicistes caiguts en l'oblit, entre ells Bouguereau, va esdevenir una poma de la discòrdia en el món de l'art.
Aquestes crítiques indiquen que els esforços per a la seva recuperació han estat controvertits i accidentats. És interessant mencionar algunes crítiques recents que donen fe de la controvèrsia que encara l'envolta. Fa poc temps John Canaday escrivia: "El que meravella en una pintura de Bouguereau és que sigui tan completament, tan absolutament integrada. No hi ha ni un sol element disharmònic dins el conjunt; no hi ha cap errada en la completa unió entre concepció i execució. El problema amb Bouguereau és que la concepció i l'execució són perfectament falses. Tot i això, és una espècie de perfecció, fins i tot si és d'una espècie perversa". El curador d'una exposició d'artistes francesos la dècada de 1990 al Museu d'Art de Denver deia:
"La majoria dels nostres visitants aviat admet que no hi entén gens d'art. Així, és natural per ells buscar obres que siguin belles i fàcils d'entendre.... Aquests novells rarament parlen de Bouguereau en termes de qualitats estètiques o formals. En lloc d'això, el fan servir com a base pel despertar de somnis sobre el futur, o de nostàlgics records del passat, mentre que els visitants més coneixedors de l'art aviat s'avorreixen".

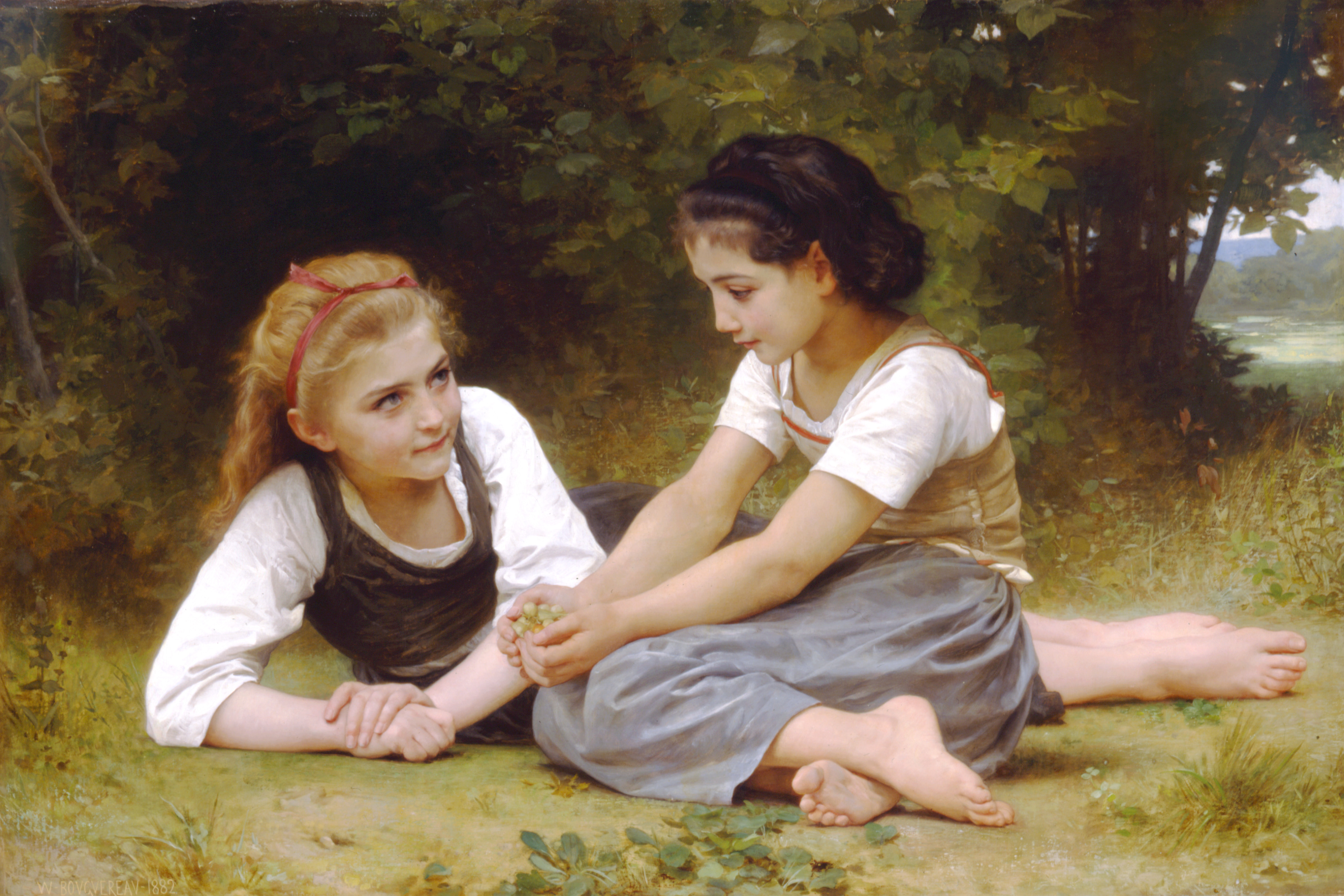
Les recol·lectores d'avellanes, 1882

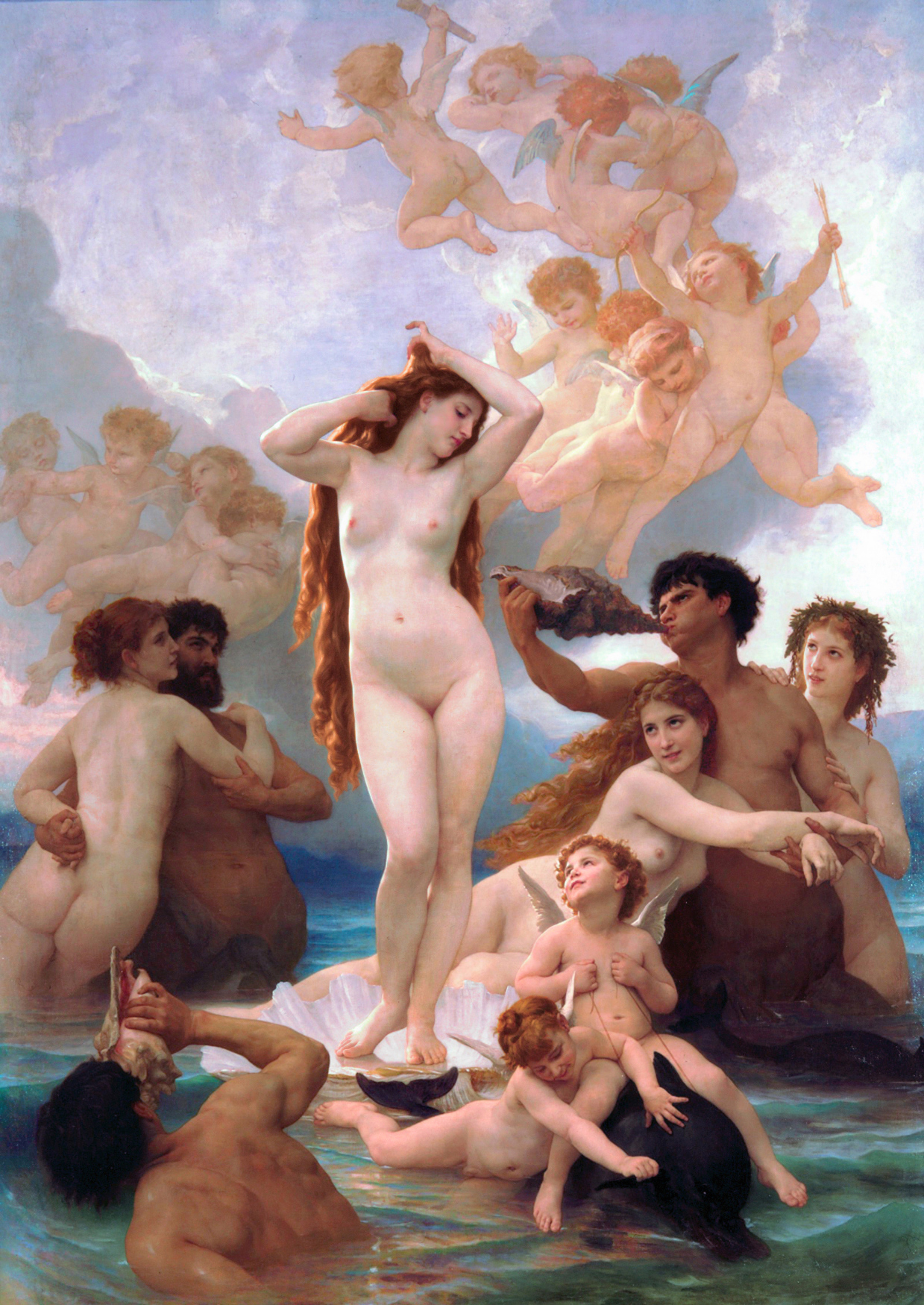
El naixement de Venus, 1879

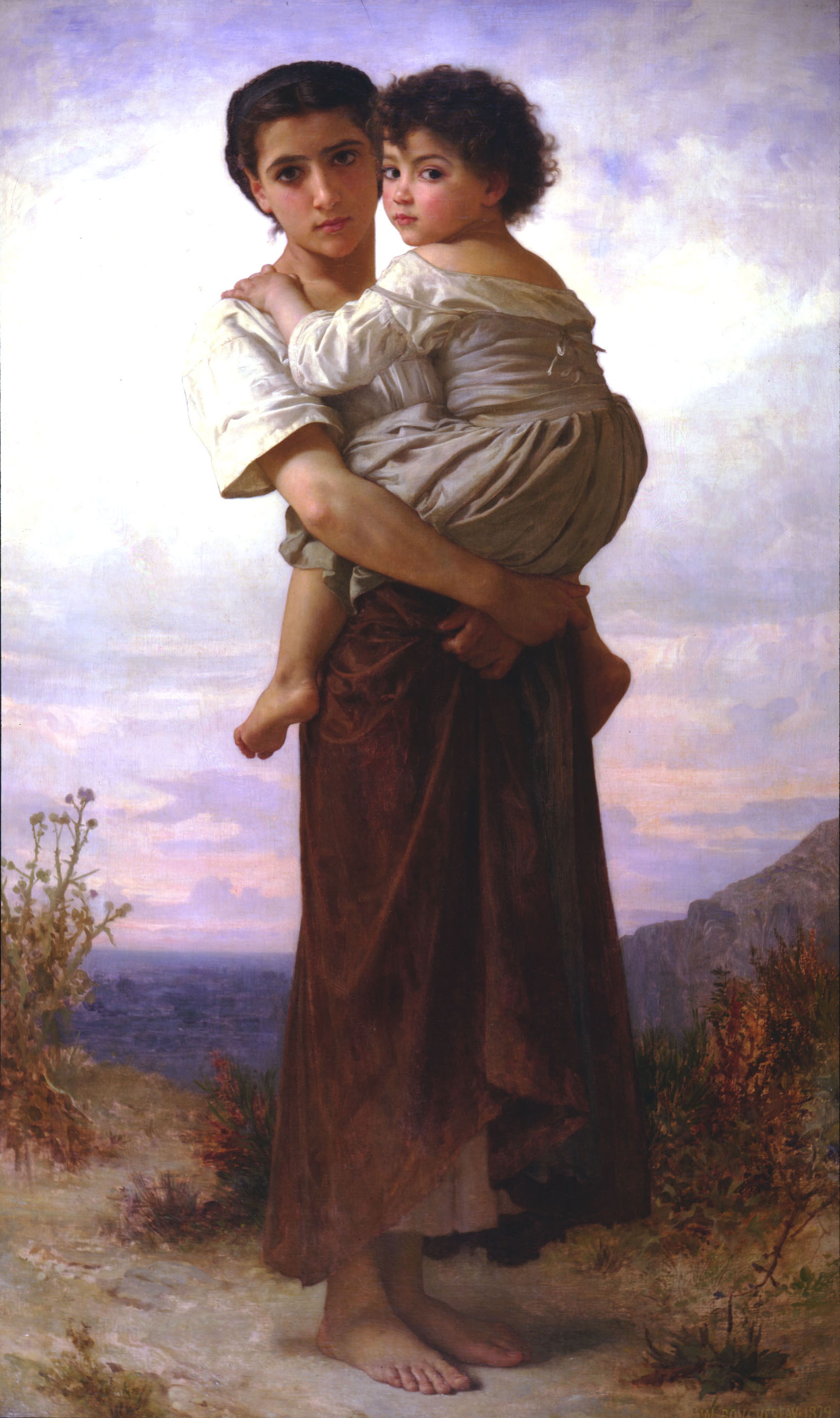
Joves gitanos, 1879

Per Hjort i Laver, es tracta d'un artista sobretot kitsch, cosa que per ells equival a dir que el seu art és de mala qualitat:
«Què fa que Bouguereau sigui kitsch? Què torna el seu art dolent? Des d'un punt de vista estètic, és la 'perfecció perversa' que ofèn i desagrada, és l'absència de tota ambigüitat o dissonància interpretativa de part de l'observador, però, encara més important, és la manipulació de l'emoció, l'evocació d'emocions 'barates', 'falses', que torna la seva perfecció perversa.... no és una qüestió de condemnar la seva habilitat tècnica, és també la pregunta de per què l'artista juga amb la maduresa emocional de l'audiència. En aquests casos, el sentimentalisme és el culpable, manipulat per l'artista, acceptat pel públic.... El que torna Bouguereau kitsch és la puresa d'una sola dimensió de l'emoció. Les seves nenes no fan cap de les coses desagradables que fa la quitxalla. Elles no reclamen, no turmenten el gat. No es barallen les unes amb les altres. Ells no han pres mal. No moriran. La seva pintura ens roba la imaginació, i la determina completament a les imatges que hem de tenir».
Frascina, Perry & Harrison van escriure el 1998 que ell posseïa una notable capacitat retòrica i un ric llenguatge simbòlic, que va fer servir per a il·lustrar les ideologies dominants del seu temps, i que té per això valor històric, però pensaven que lamentablement va cedir a les temptacions de la moda i dels gustos més baixos del públic per tenir èxit. Curiosament, els mateixos Frascina i Harrison sostingueren en altres ocasions idees diferents: el 1993 Frascina havia alertat del perill de jutjar l'art antic a partir de l'òptica contemporània, i el 2005 Harrison considerà que l'obra de Bouguereau és més complexa del que es podria jutjar a primera vista, i posseeix altes qualitats formals i una fantasia fèrtil que contribueix a l'eficiència d'un estil narratiu subtil i ple de contingut psicològic.
També són ambivalents les apreciacions del conegut crític Ernst Gombrich. Un cop va descriure la tela El naixement de Venus com una sobredosi de sucre i va dir-ne: «rebutgem el que és bo en excés», però anteriorment havia reconegut que la seva tècnica, en el camp de la representació, va significar un avenç en direcció a la modernitat. I encara va afegir: «Si vituperem les obres mestres de Bouguereau i de la seva escola som astuts o potser repugnants? Sospito que, quan qualifiquem d'insinceres, per exemple, o de no veraces, pintures com la seva expressiva La germana gran, estem dient ximpleries. Ens aixopluguem rere un judici moral que és totalment inaplicable. Al cap i a la fi, existeix quitxalla maca al món, i encara que no existís, l'acusació no seria aplicable a la pintura». El mateix Gombrich va avançar la irònica hipòtesi que la recent revalorització d'academicistes com Bouguereau es pot deure al fet que, en el context del segle xx, fonamentat en els principis del modernisme i de múltiples corrents d'avantguarda, l'art academicista apareix per les noves generacions com a estrany a l'establishment, i per això esdevé atractiu.
D'altra banda, no és possible ignorar el context històric i disputar la seva vasta influència en la seva època, cosa que li concedeix segurament un lloc en la història de l'art. Robert Henri, donant exemple en certa manera irònic, adverteix que les valoracions són relatives: «Si jutgem un Manet des del punt de vista de Bouguereau, el Manet no està acabat; si jutgem un Bouguereau des del punt de vista de Manet, Bouguereau no ha començat». Robert Solomon segueix la mateixa línia, dient que els judicis de valor i les idees sobre la bellesa són conceptes inconsistents, i les mateixes reserves sobre sentimentalisme i autocomplaença que molts cops s'argüeixen contra Bouguereau podrien ser aplicades, per exemple, a premodernistes com ara Degas, i igualment la crítica actual que considera el seu punt de vista com a únic correcte. D'altra banda, qüestiona si és just considerar sentiments com la tendresa, la innocència, i l'amor, que tants cops es troben a l'obra del pintor, com a indignes de tractament artístic, només perquè certs sectors de la crítica contemporània els consideren falsos, antiquats o banals, en un programa ideològic que és tan exclusivista com aquell que condemna.
La mateixa opinió respecte d'un modernisme totalitari i excloent de l'alteritat fou sostinguda per Jorge Coli, citant explícitament el cas de Bouguereau, però va reconèixer que la «tradició», creada pel modernisme va arribar a ser tan dominant al llarg del segle xx, que avui dia és difícil per als crítics i el públic de sacsejar-la. Hi estan d'acord Trodd & Denis, afirmant que la cultura academicista ha estat injustament criticada, i troben l'originalitat de Bouguereau en el seu ús innovador del repertori formal que la tradició li va llegar. Per Theodore Zeldin la sinceritat de Bouguereau era tan autèntica com la dels seus rivals modernistes, tot i que els valors que defensaven eren molt diferents, i Peter Gay sospitava que les enemistats entre Bouguereau i els impressionistes eren degudes més aviat a l'enveja que l'enorme èxit del celebrat mestre els causava. L'influent crític Robert Rosenblum diu que a les seves pintures de gitanos Bouguereau en realitat havia fet l'art sacre i ella va demostrar que per les seves venes corria la sang de Rafael i Poussin. Per Fred i Kara Ross, vinculats a l'Art Renewal Center, una institució fortament involucrada en el rescat de l'art academicista,
«A les ideologies modernistes els agrada molt dir que Bouguereau fou irrellevant per la seva època perquè no era pas un dels impressionistes que estaven obrint el camí per l'expressionisme abstracte. Res podria estar més lluny de la veritat. Fill de les revolucions francesa i americana com era, Bouguereau, conjuntament amb molts d'altres artistes i escriptors d'aquell moment, creien en les innovacions de la filosofia il·lustrada: democràcia, drets humans, llibertat, igualtat, fraternitat. No només no és cert que fos irrellevant, sinó que res podria ser més rellevant que obres com aquesta (referint-se a la tela Joves gitanos), que ennoblien i elevaven les persones comunes i els camperols. I quina millor manera que prendre l'escòria de la societat, els gitanos, i elevar-los als cels? Són bonics i alhora no tenen massa bellesa: reals i ideals al mateix temps.... a Bouguereau li agradava exaltar els pobres.... La dignitat de les classes inferiors era un tema favorit per Bouguereau, que el va tractar en molts dels seus treballs».
El 2012 Fred i Kara Ross, conjuntament amb Damien Bartoli, després d'investigacions durant més de trenta anys, publicaren el primer catàleg raisonné sobre la producció de Bouguereau, acompanyat d'una biografia de 600 pàgines. Mark Roth, però, afirmà que l'Art Renewal Center és conegut per la seva tendència de fer apologia i mitificar l'artista, cosa que perjudica la seva credibilitat, i en paraules de Scott Allan, curador del Getty Museum, l'esmentat catàleg, a despit del seu gran valor documental, pateix del mateix problema.
Malgrat les controvèrcies, ja s'havia obert un considerable espai per a ell. El Grove dictionary of art, publicat per la Universitat d'Oxford, l'acredita com un dels grans pintors del segle xix, i després de tants anys amagat en magatzems, està de tornada a les galeries d'alguns dels més importants museus del món, com ara el Museu Metropolità de Nova York, el Museu de Belles Arts de Boston, o l'Institut d'Art de Chicago i el Museu d'Orsay. Als Estats Units hi és particularment apreciat, i forma part dels fons de més de 70 museus amb obres seves entre les més reproduïdes en postals pel Valentine's Day (el dia dels enamorats estatunidenc). Les seves pintures són extensivament copiades en tallers comercials de tot arreu del món, molts d'ells localitzats a l'orient, que les revenen via internet; i han estat objecte de diversos estudis especialitzats; les seves obres originals obtenen novament elevades cotitzacions al mercat. El 2000 la tela Caritat va arribar als 3,52 milions de dòlars en una subhasta a Christie's.
Aquest balanç crític es pot resumir amb un tros d'un article de Laurier Lacroix, qui escrivint per la revista Vie des Arts en ocasió de la retrospectiva itinerant de 1984, als començaments de la seva rehabilitació, va captar la naturalesa d'un impasse que sembla romandre actual, tot dient: 

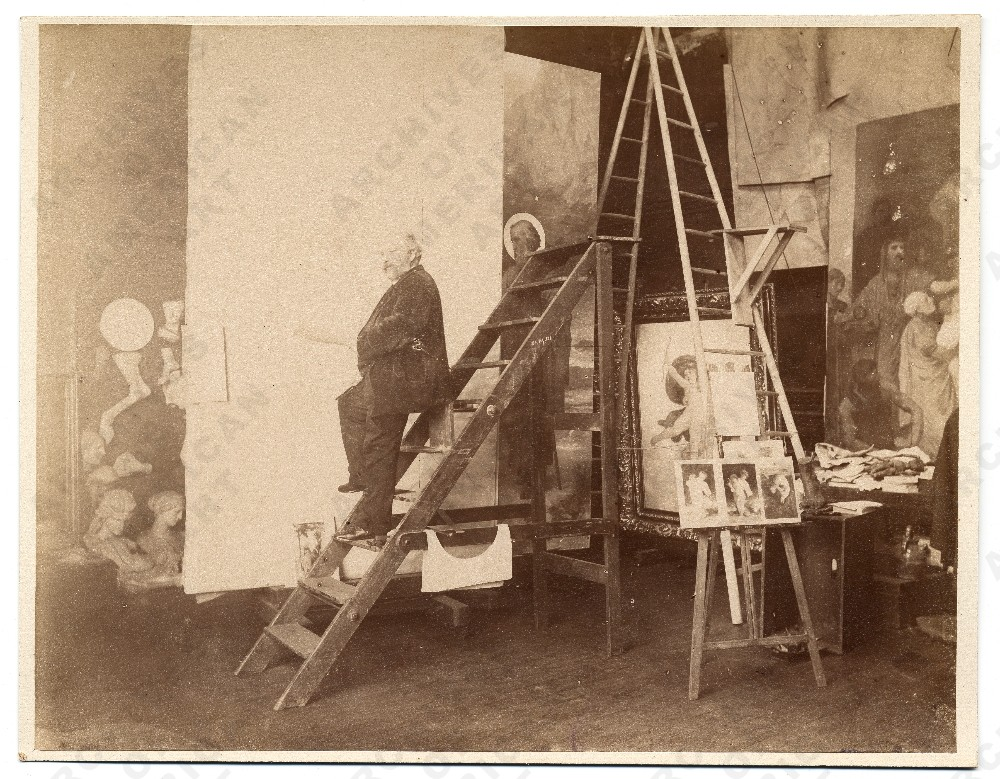
L'artista al seu taller.

«La pintura de Bouguereau, com la dels pintors academicistes de totes les èpoques, genera un problema per a la nostra sensibilitat, que prefereix l'expressió individual. Aquests pintors fan una llengua col·lectiva, que expressa clarament la ideologia, les passions, les fantasies d'una classe, de tot un grup social. Degradar el pintor amb el pretext de refusar els valors d'aquella societat, o bé elogiar-lo per la identificació (amb aquells valors), no penetra en les qüestions fonamentals que encara queden pendents en la comprensió del procés de creació i la sobrevaloració per la societat de certes obres en detriment d'altres.... Quin públic som nosaltres per discriminar-lo amb tanta facilitat o bé per a constituir-nos en un cor unànime d'aprovació, per viure aquesta exposició com un escàndol o com una celebració? Els costums contemporanis que regeixen la nostra cultura i el nostre gust ens permetran el luxe de contemplar el seu treball amb tranquil·litat, o bé caldrà imitar les actituds dels nostres avantpassats i reprendre el combat sobre la superioritat o la inferioritat de l'art academicista? Bouguereau serà sempre l'ase dels cops d'una lluita entre les forces del Bé i del Mal, entre les concepcions de la pintura bona o dolenta, símbol d'una societat liberal o d'una de conservadora? O, contràriament, aquesta exposició serà una oportunitat per entendre més sobre aquesta pintura, sobre les qüestions que planteja, sobre els problemes a què ens enfrontem avui?».

### Guardons
Els esforços artístics de Bouguereau foren àmpliament reconeguts en vida, i va obtenir un gran nombre de guardons oficials:
- Cavaller de la Legió d'Honor (1857);
- Membre de l'Acadèmia Reial de Belles Arts d'Amsterdam (1866);
- Membre de l'Institut de França (1876);
- Membre de l'Acadèmia de Belles Arts de París (1876);
- Oficial de la Legió d'Honor (1876);
- President de l'Associació d'Artistes Francesos (1881);
- President de la Fundació Taylor, fundada pel baró Taylor (1883);
- Professor de l'Escola Nacional Superior de Belles Arts (1888);
- Membre de l'Acadèmia Reial de Belles Arts d'Anvers (1889);
- Comandant de l'Orde d'Isabel la Catòlica (1889);
- Membre associat de l'Acadèmia Reial de Ciències, Lletres, i Belles Arts de Bèlgica (1890);
- Comandant de l'Orde de Leopold (1895);
- Gran Oficial de la Legió d'Honor (1903);
- President de diversos jurats d'exposicions a França i a l'exterior.

## Altres obres destacables

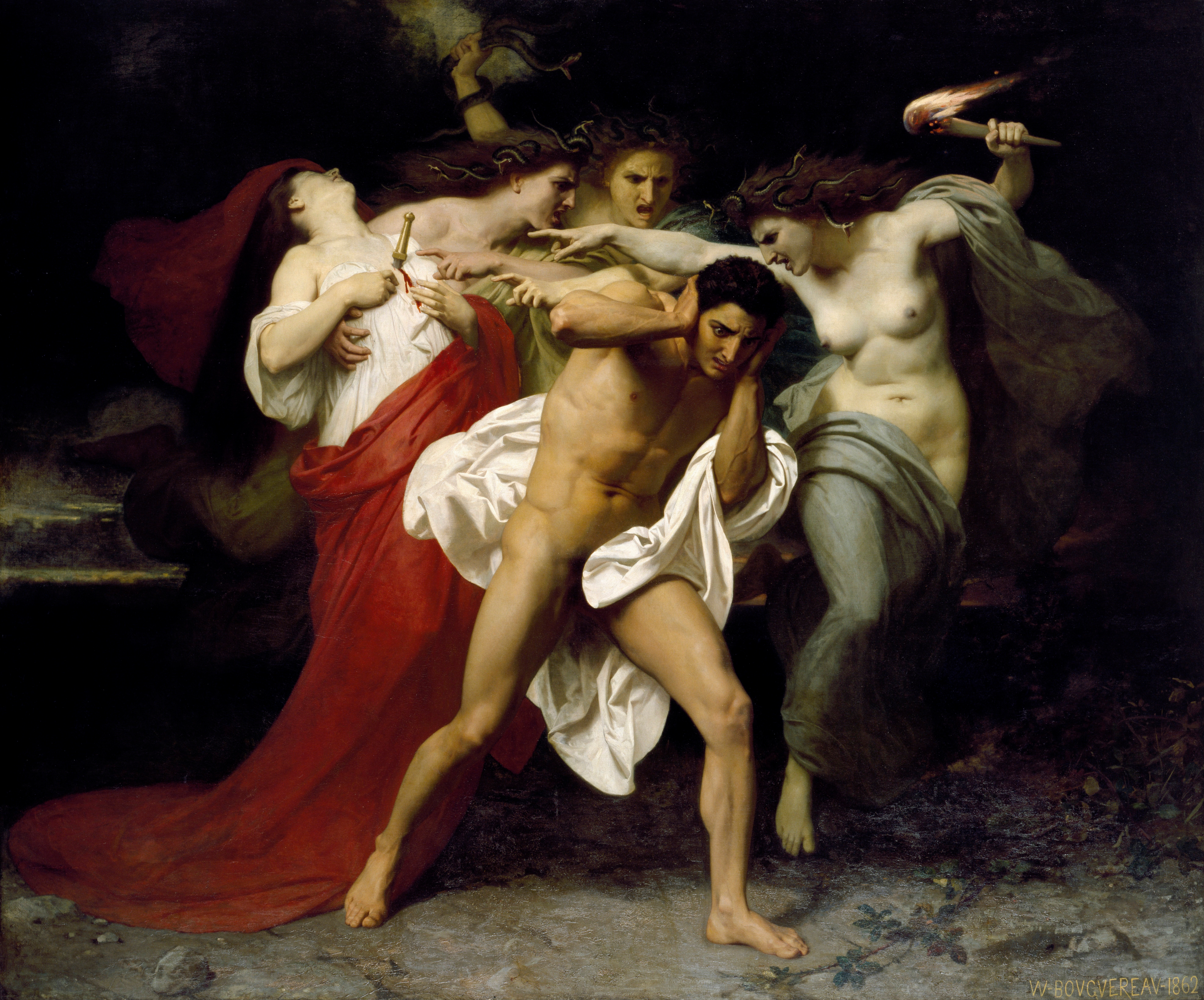
El remordiment d'Orestes (1862).
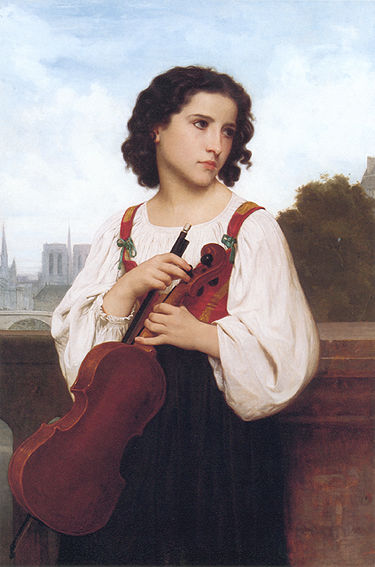
Sola al món (abans de 1867).
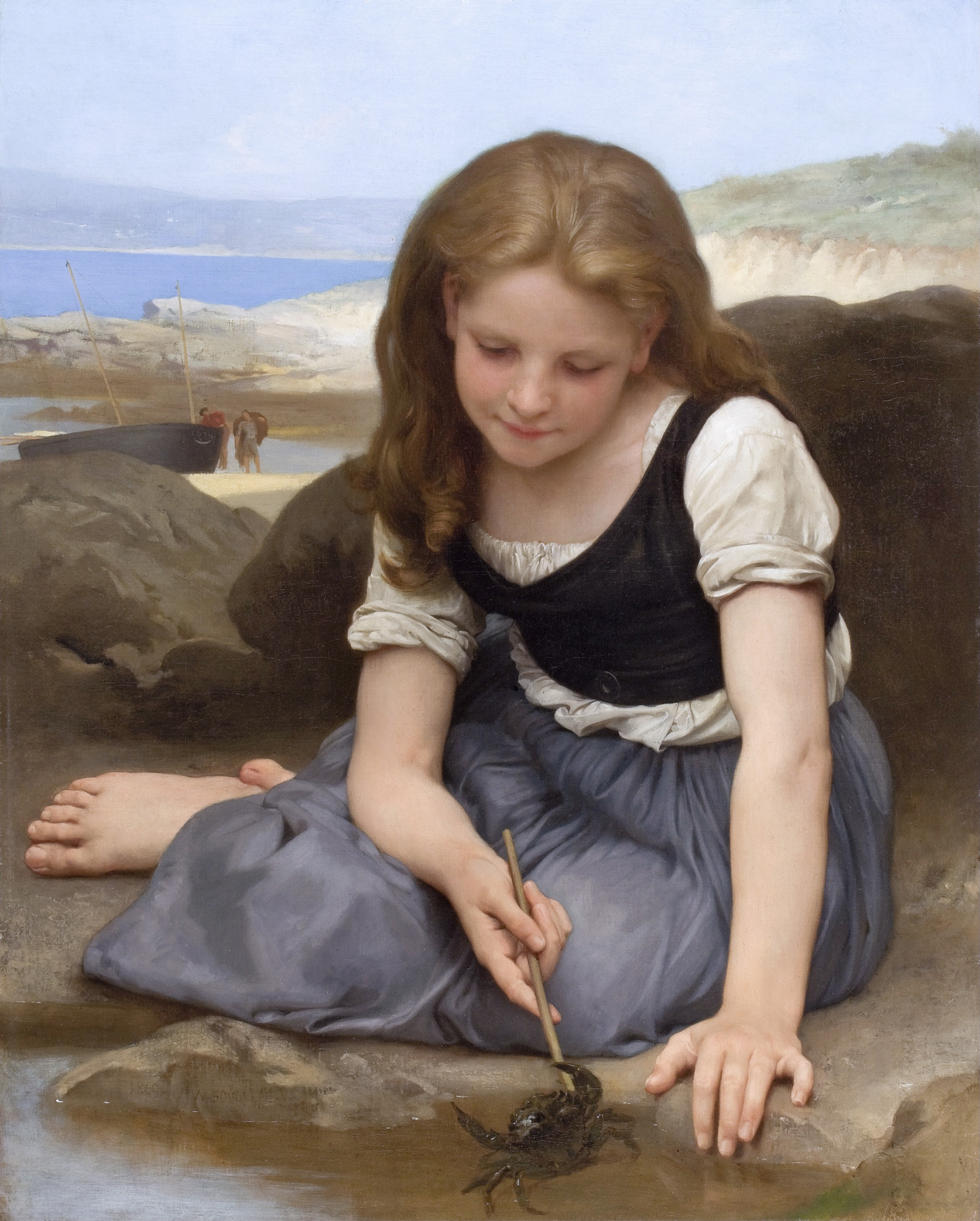
El cranc (1869).
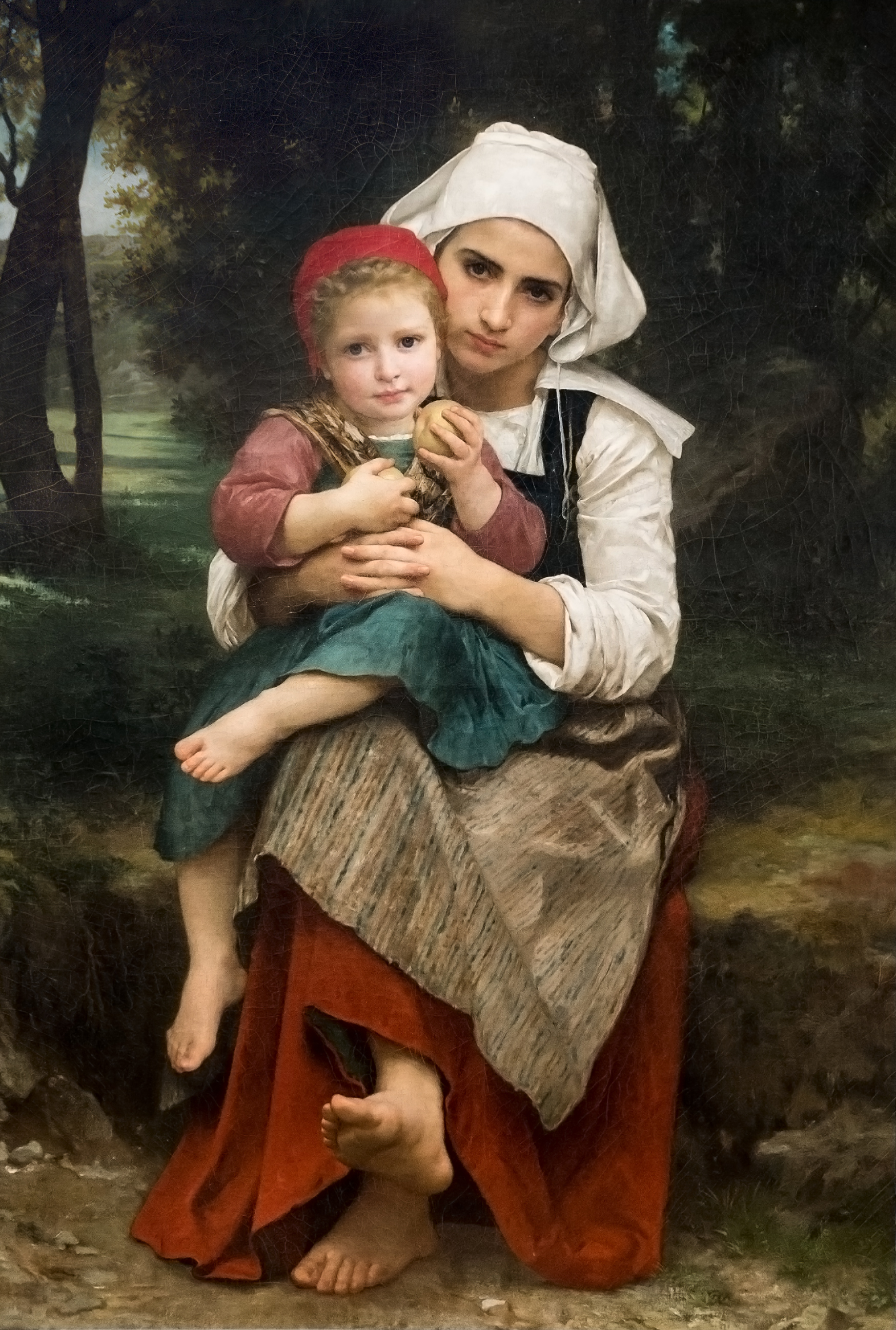
Germans bretons (1871).
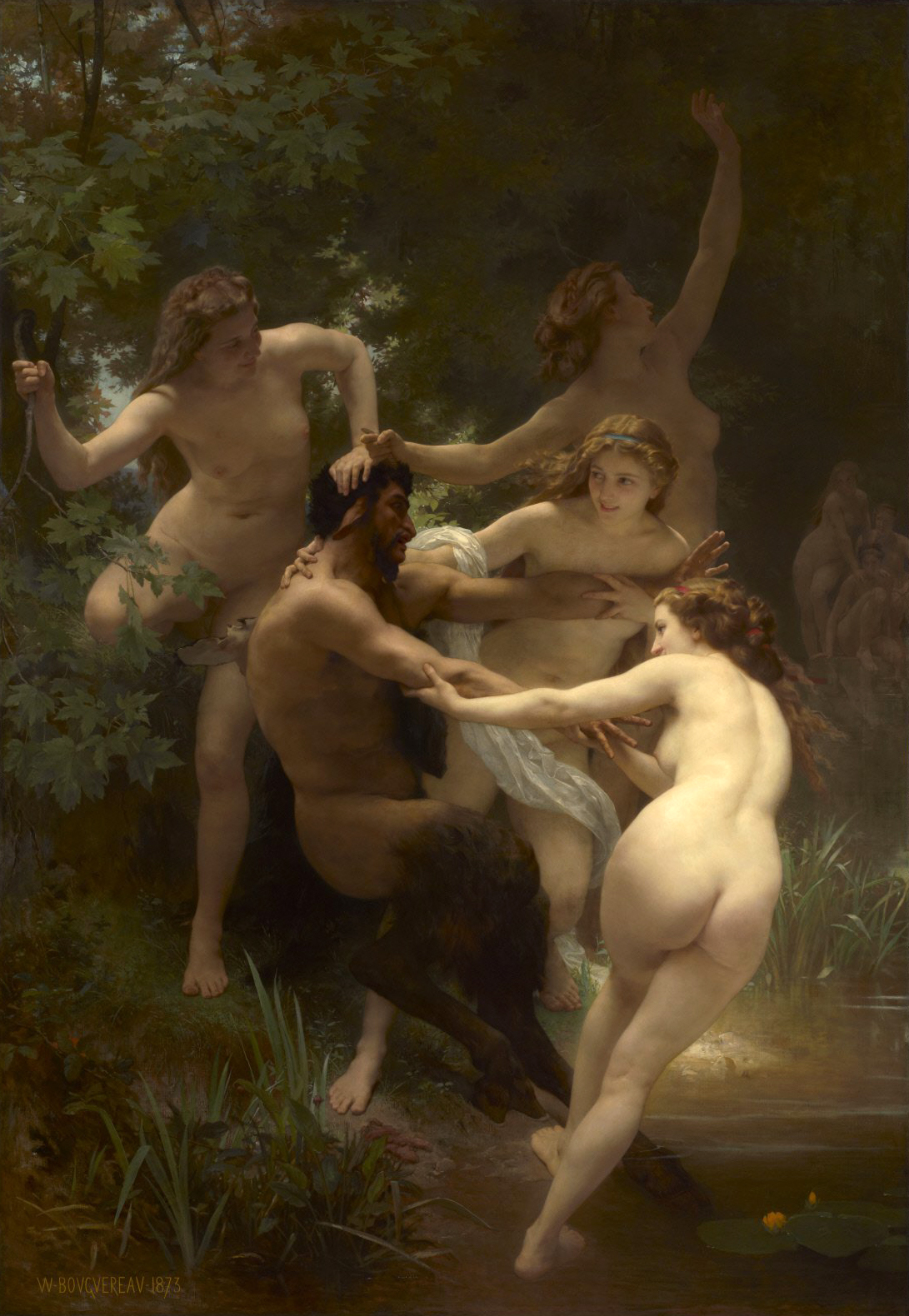
Nimfes i sàtir (1873).
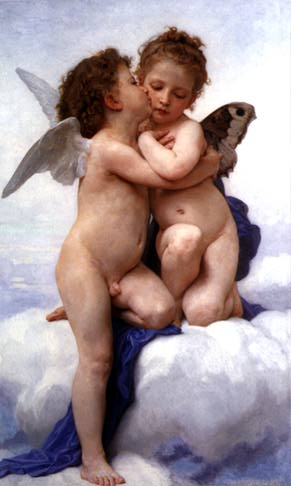
El primer bes. L'Amor amb Psyche, infants (1873).
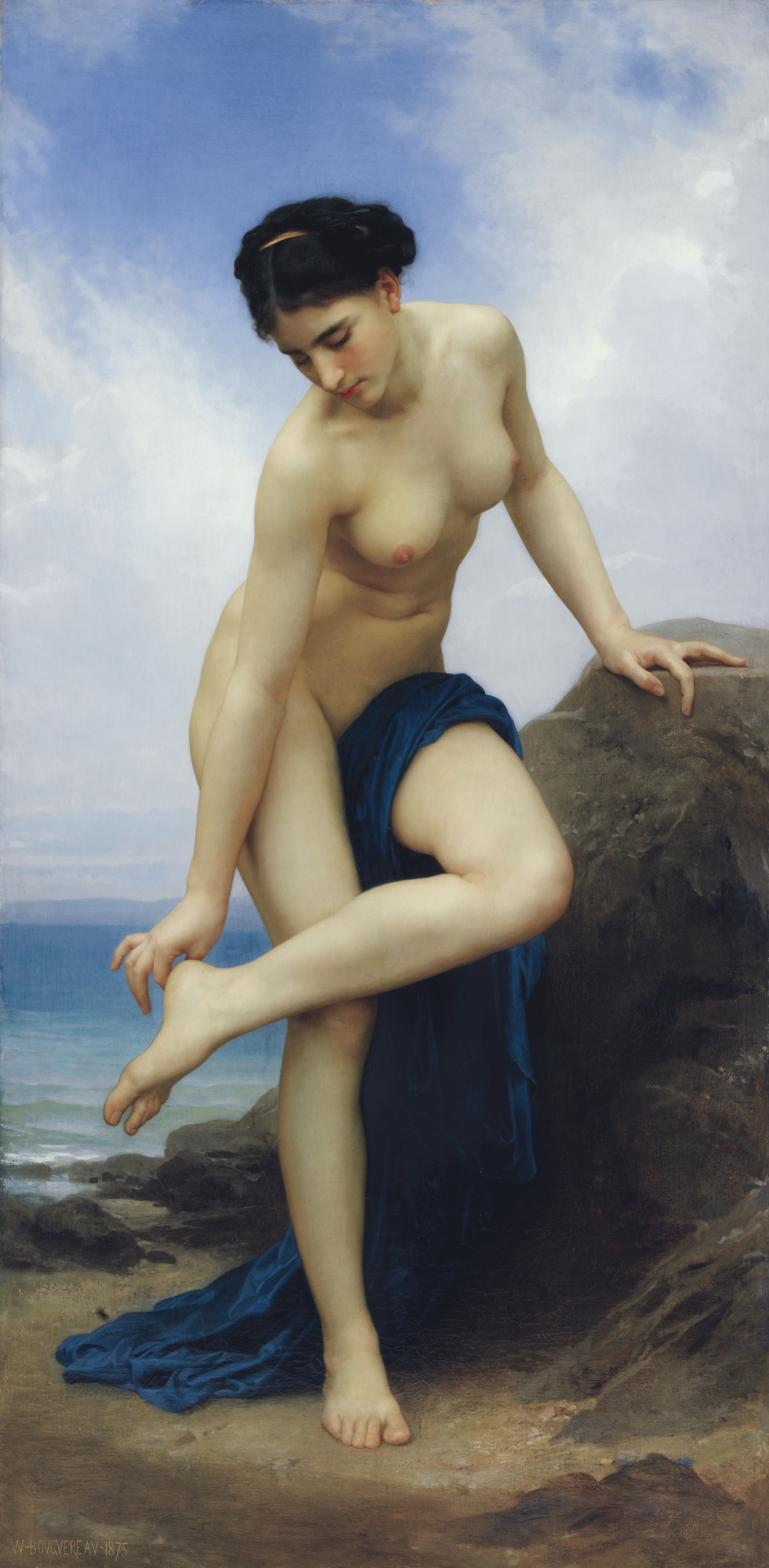
Després del bany (1875).
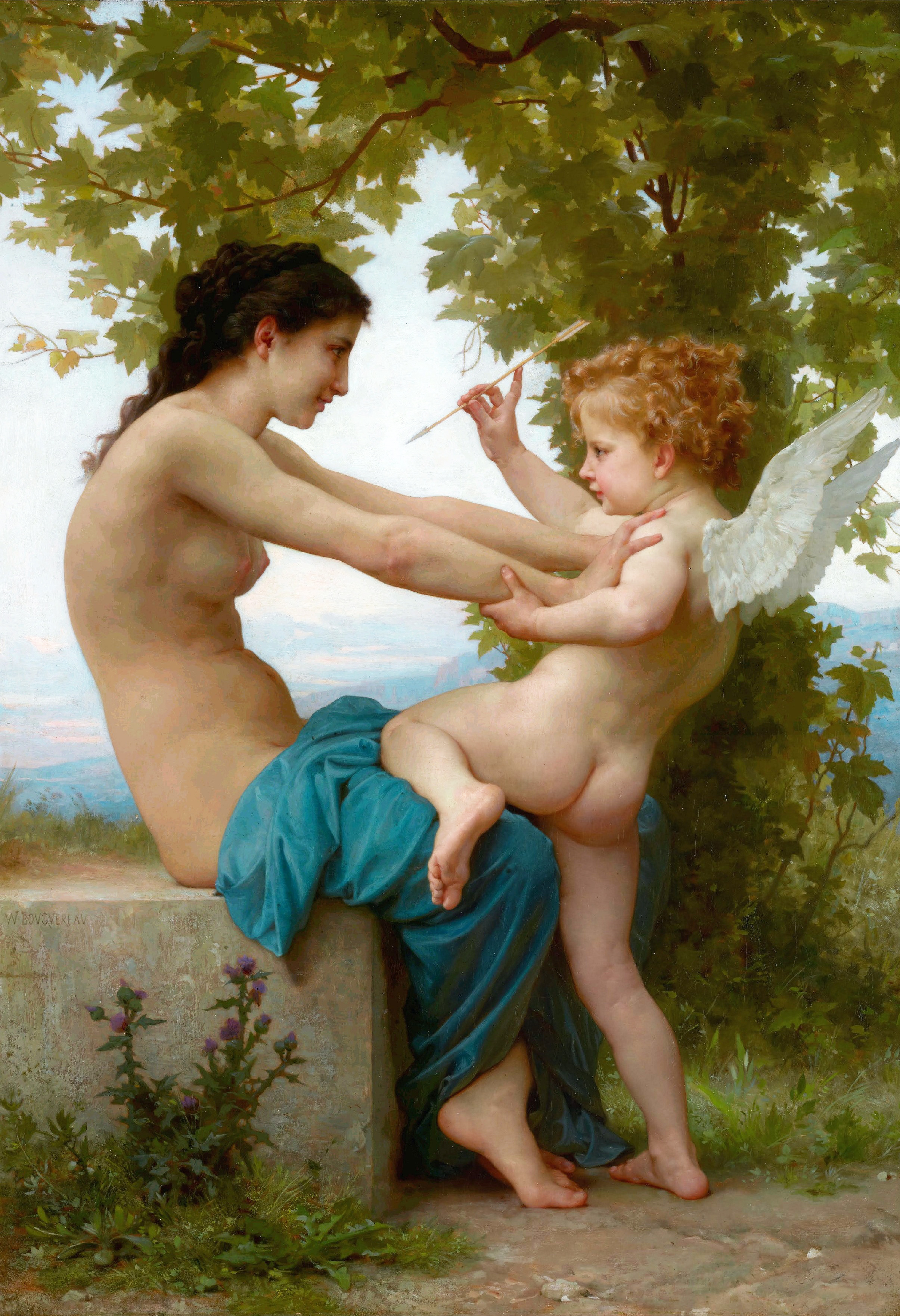
Dona jove defensant-se davant Eros (1880).
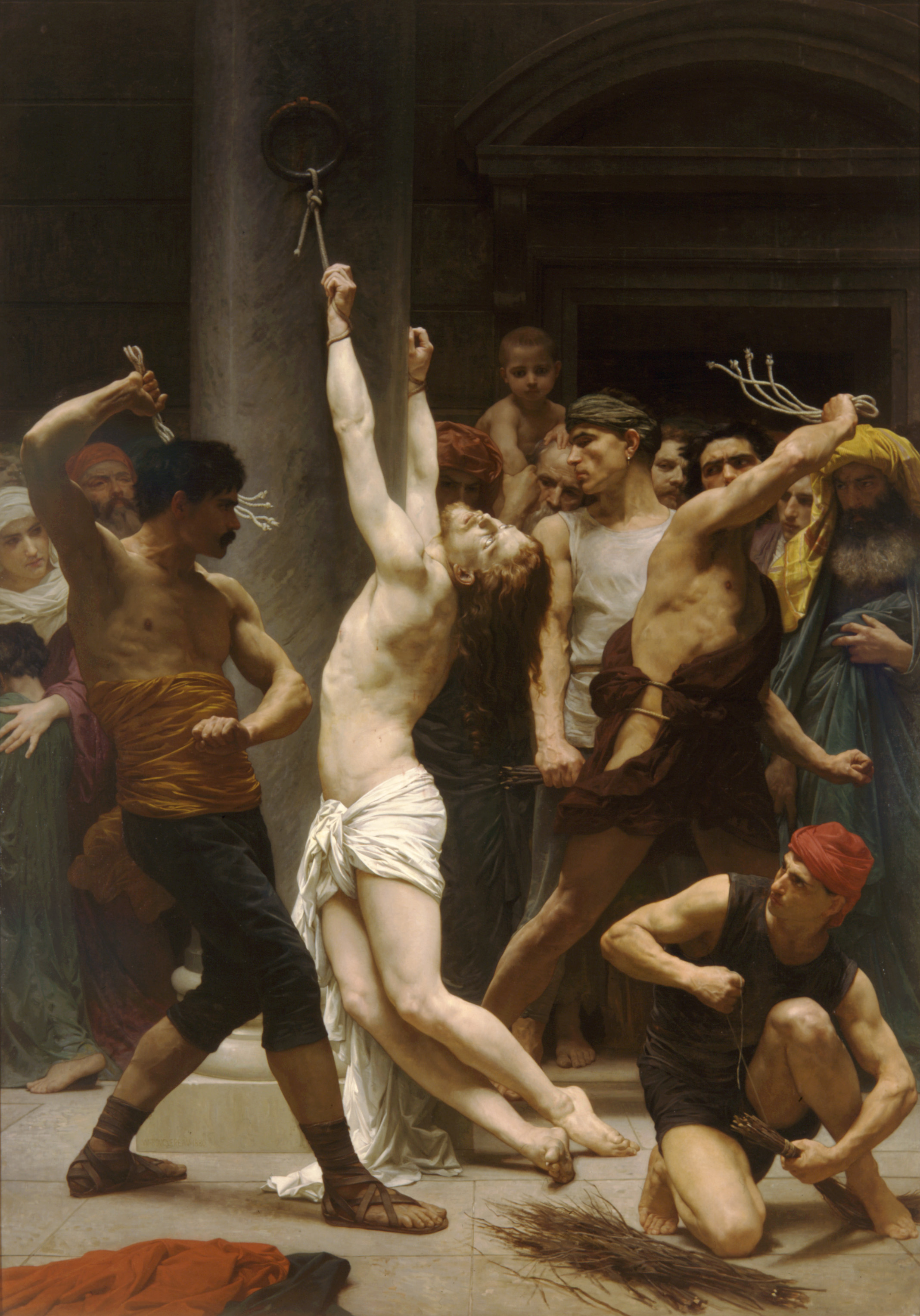
Flagel·lació de Crist (1880).
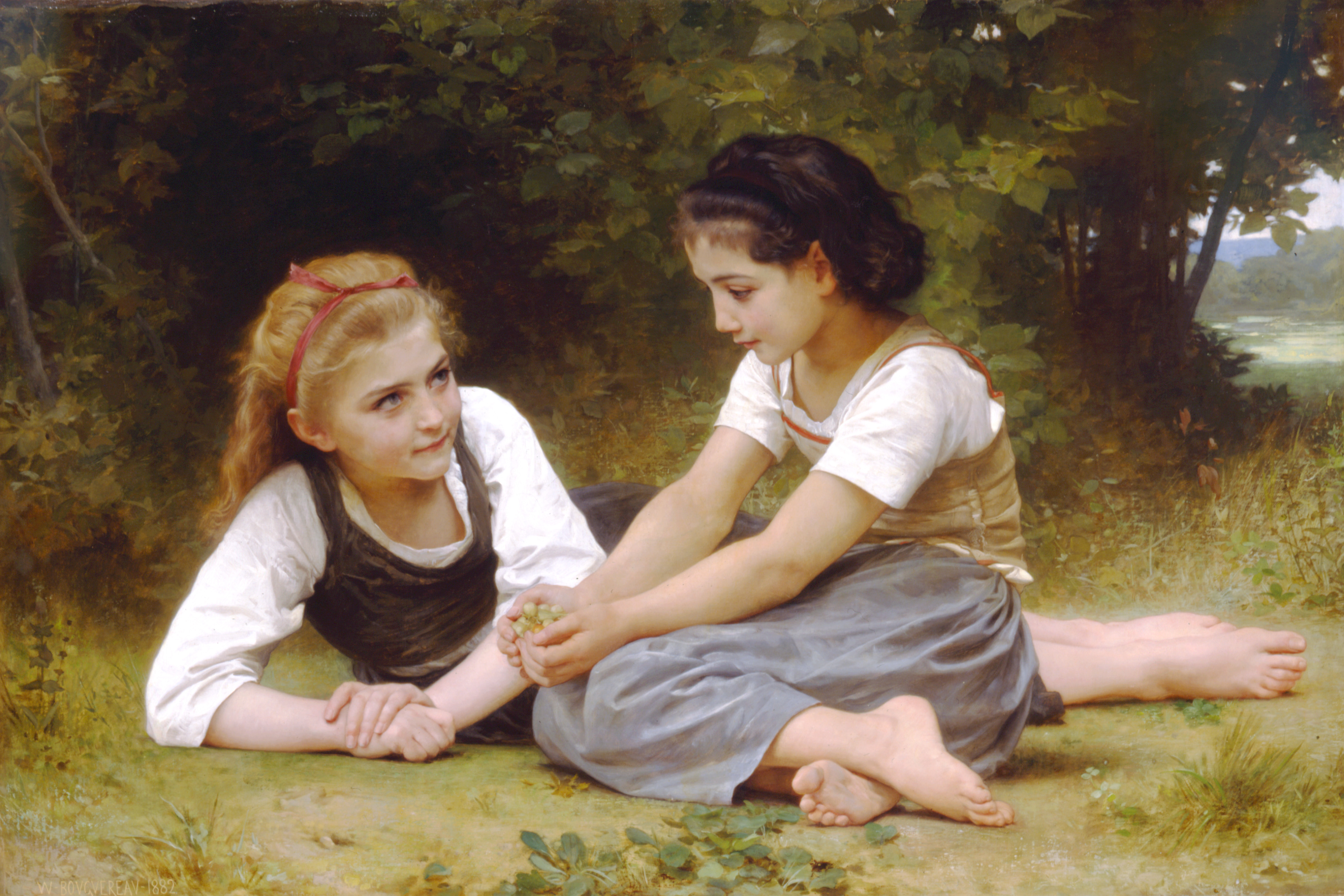
Les recol·lectores d'avellanes (1882).
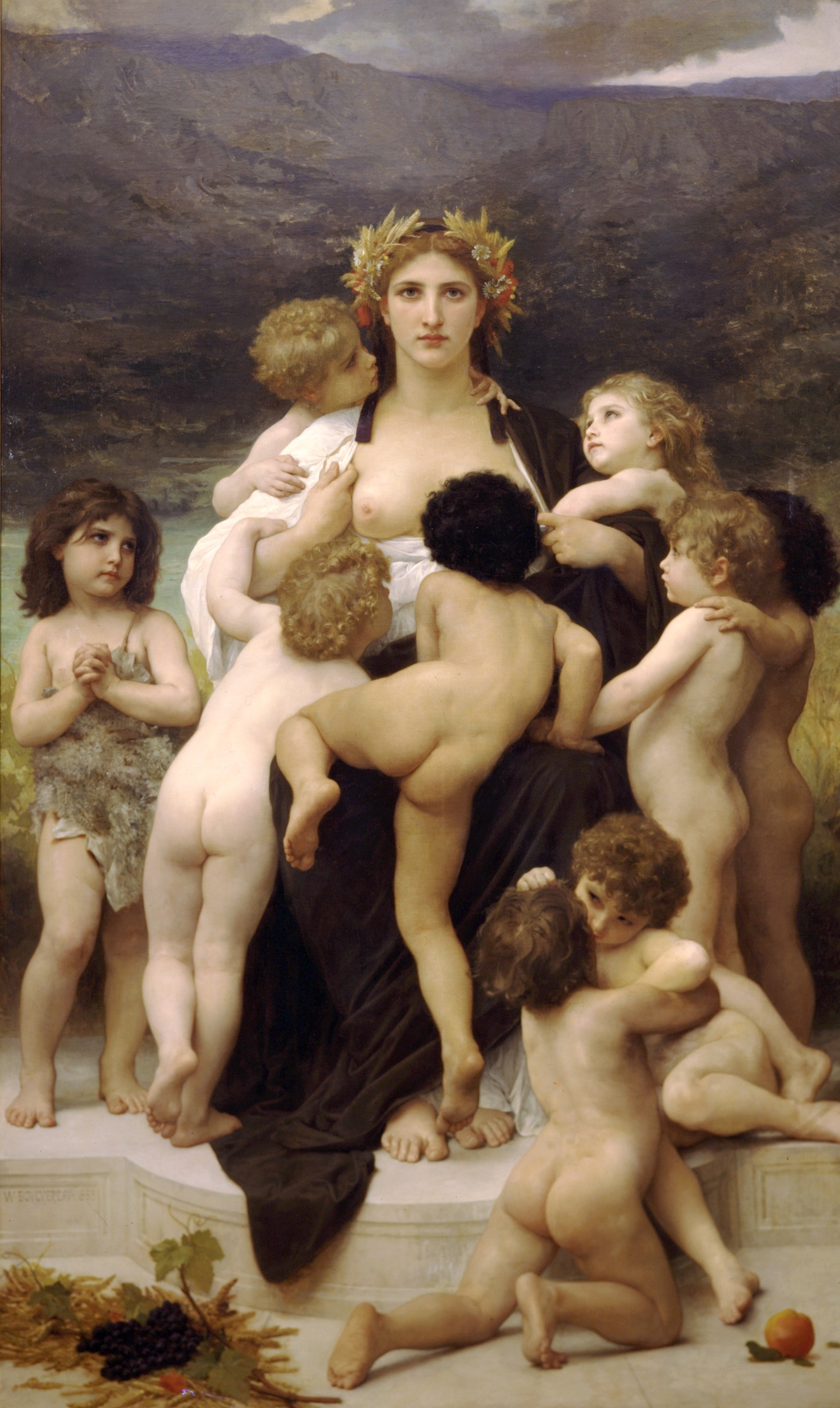
La mare terra (1883).
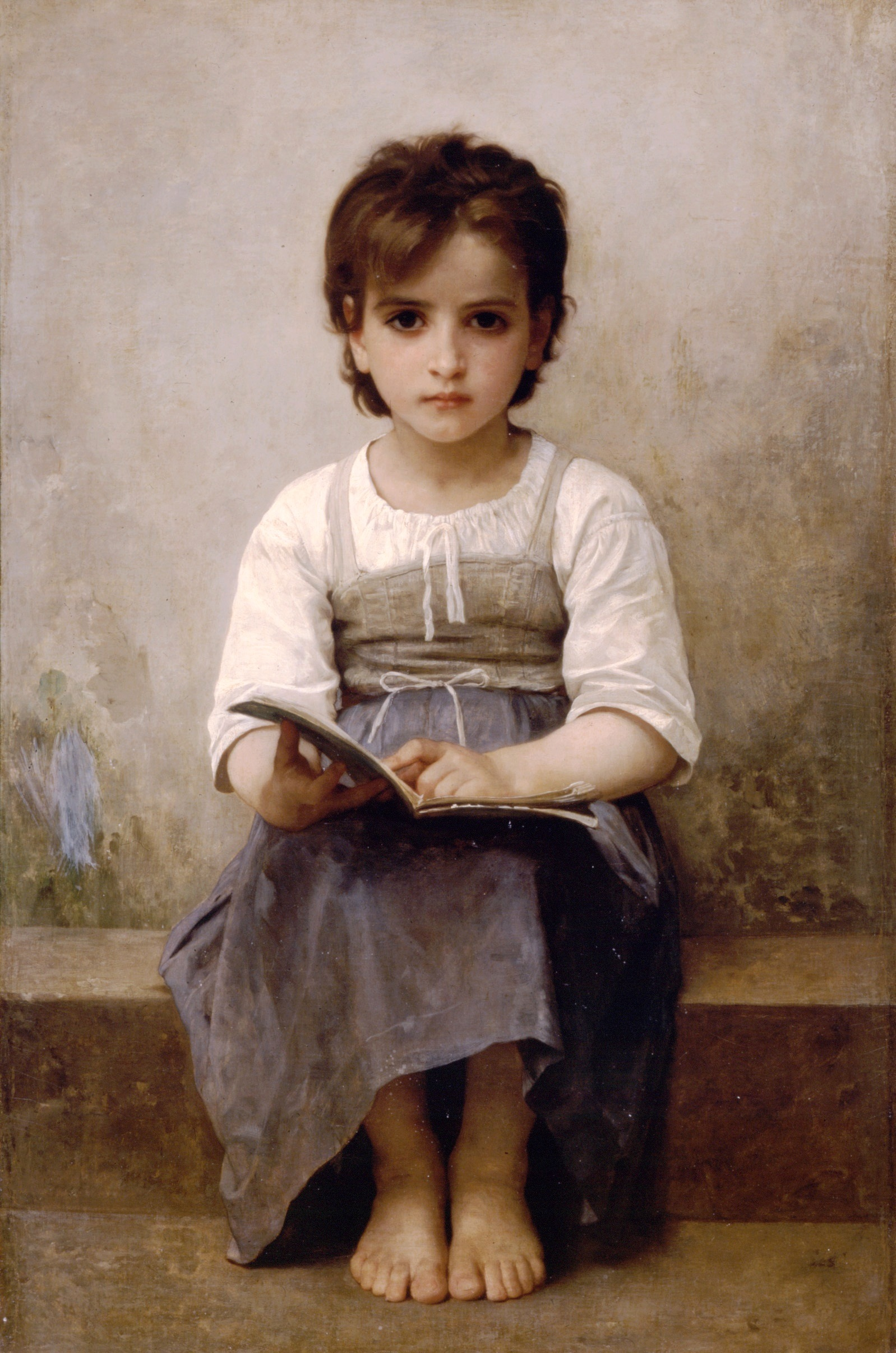
La lliçó difícil (1884).
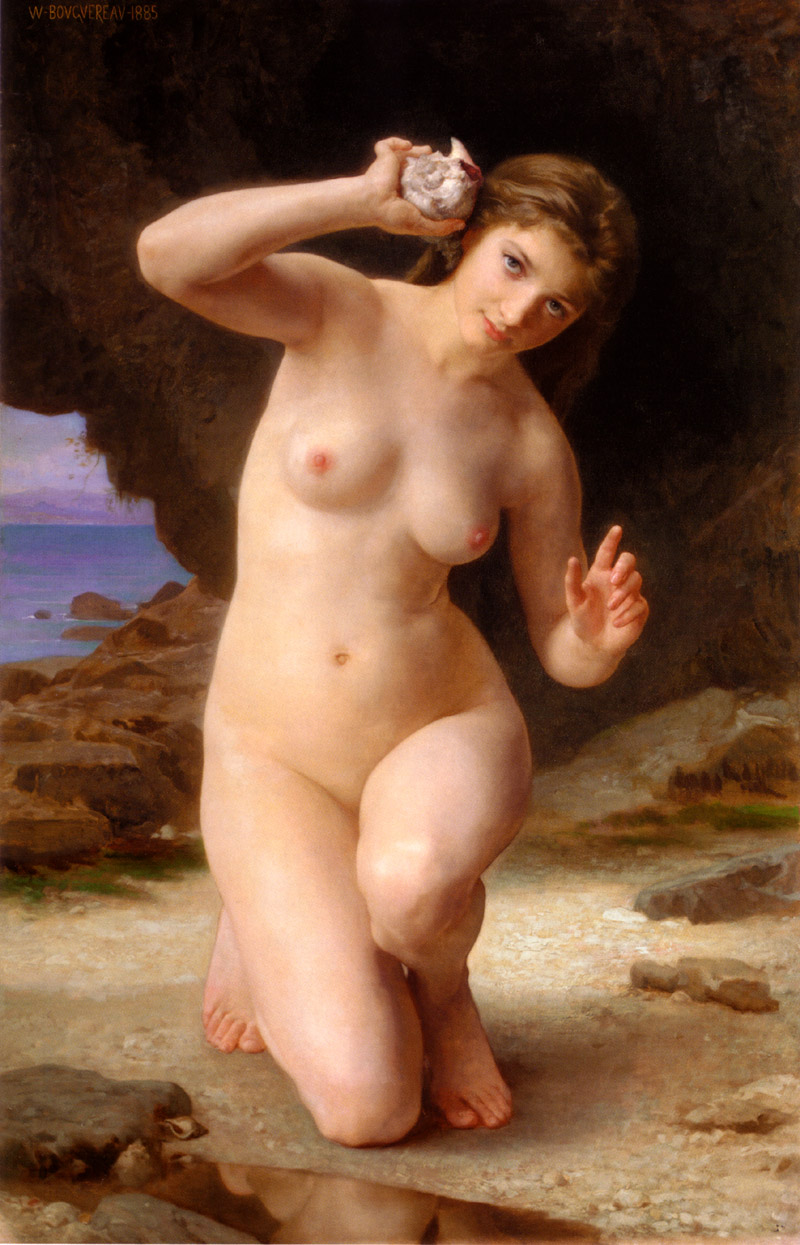
Dona amb una conquilla (1885).
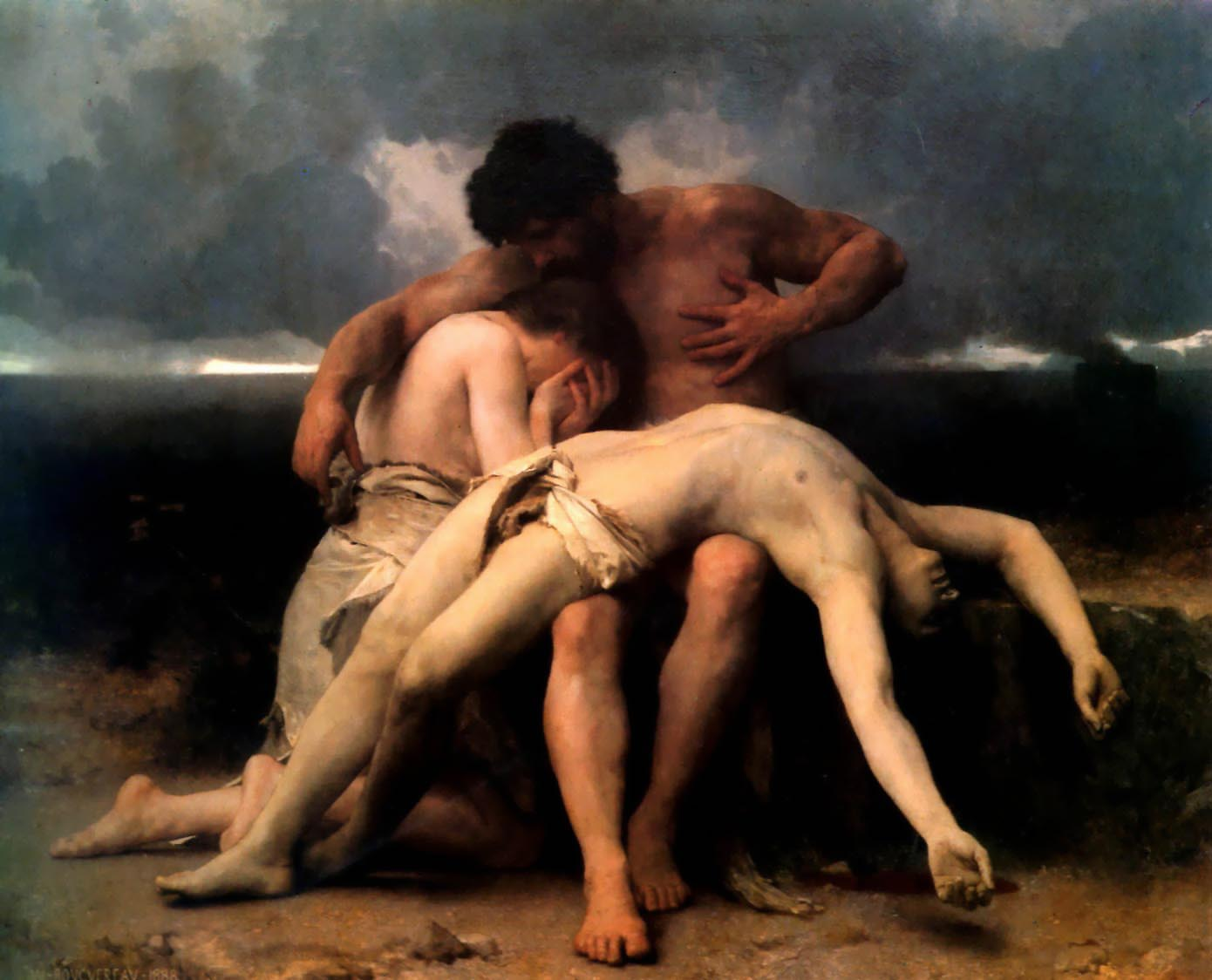
El primer dol (1888).
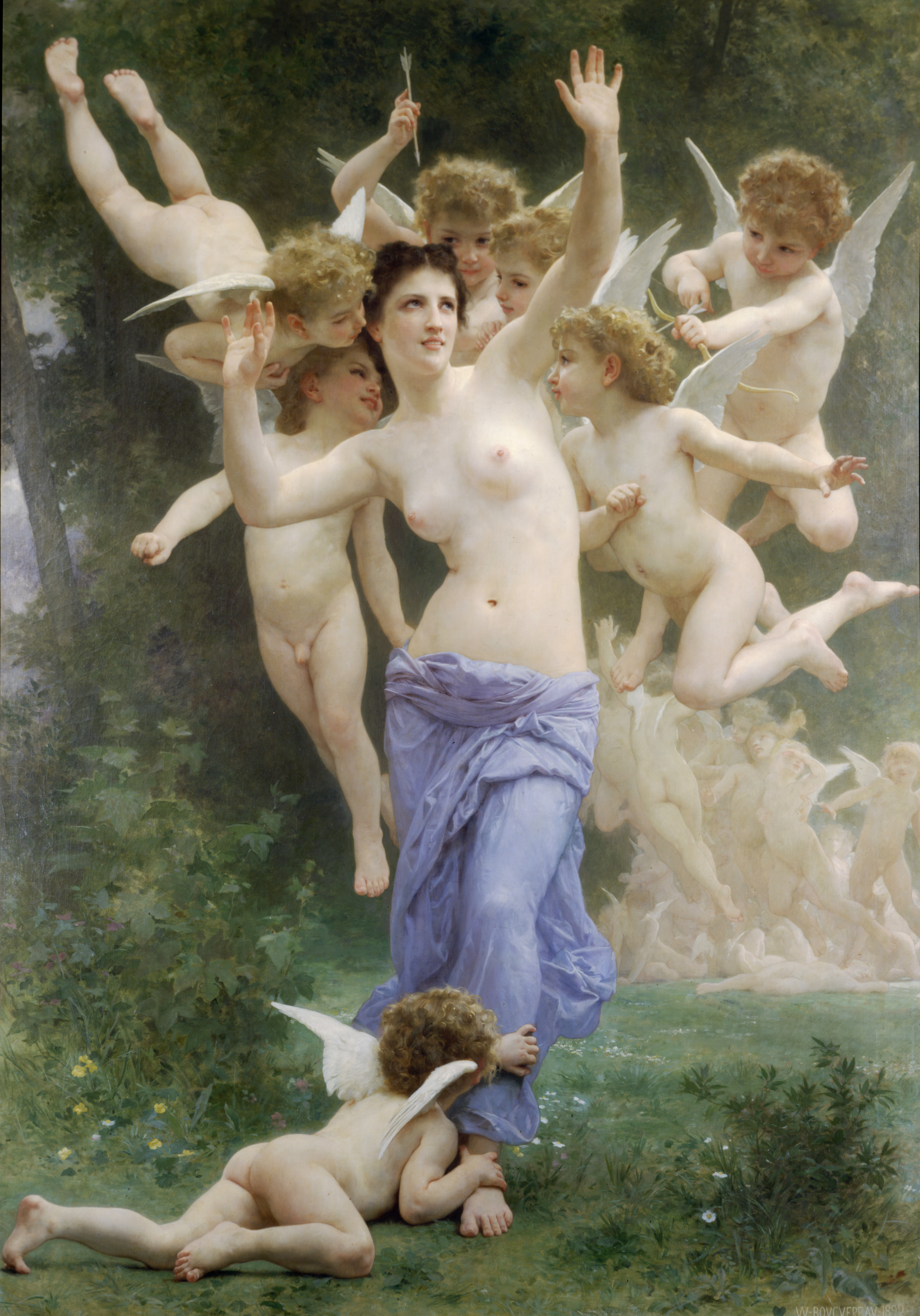
Envaint el regne de Cupido (1893).
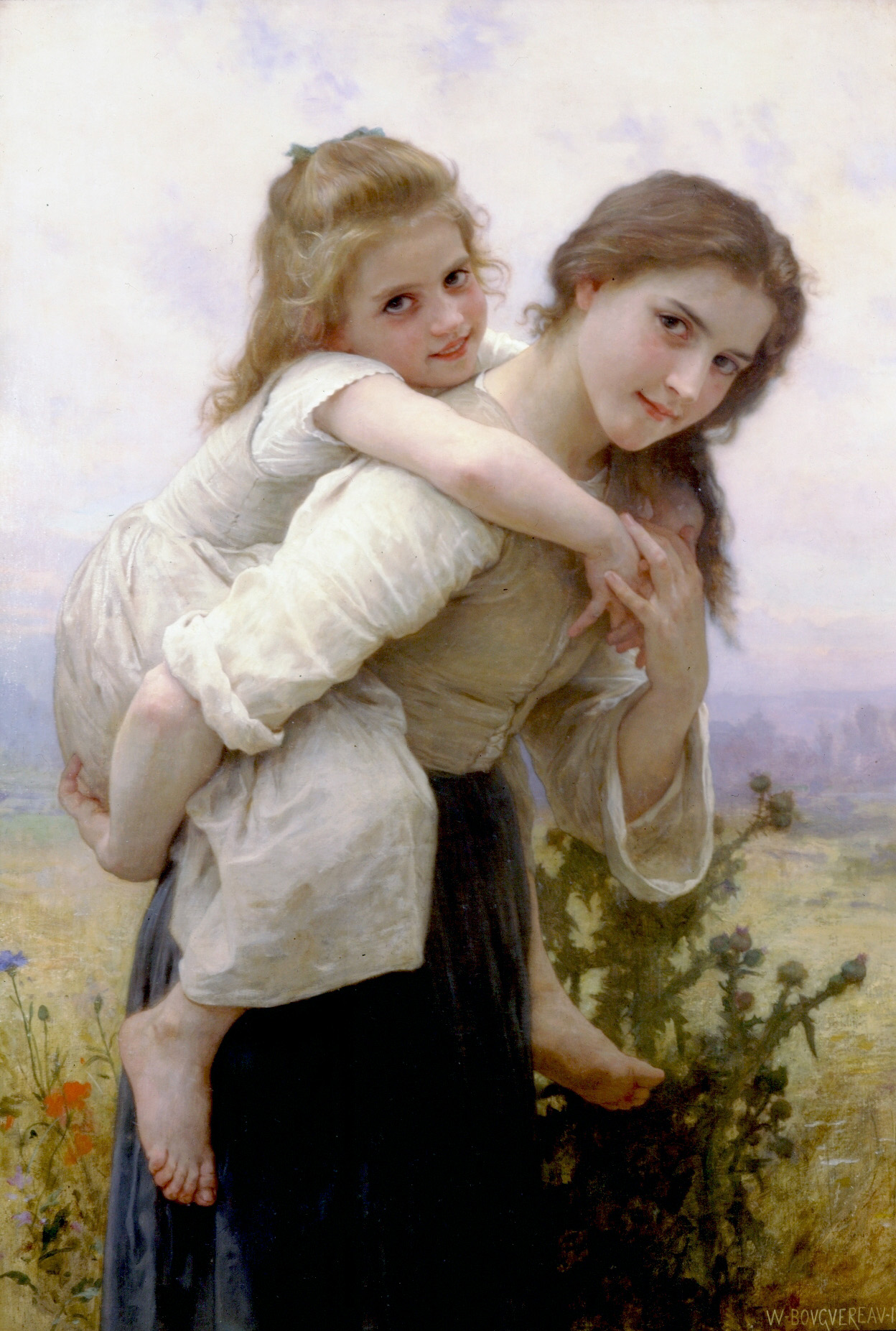
Dues germanes (1895).
El rapte de Psique (1895).
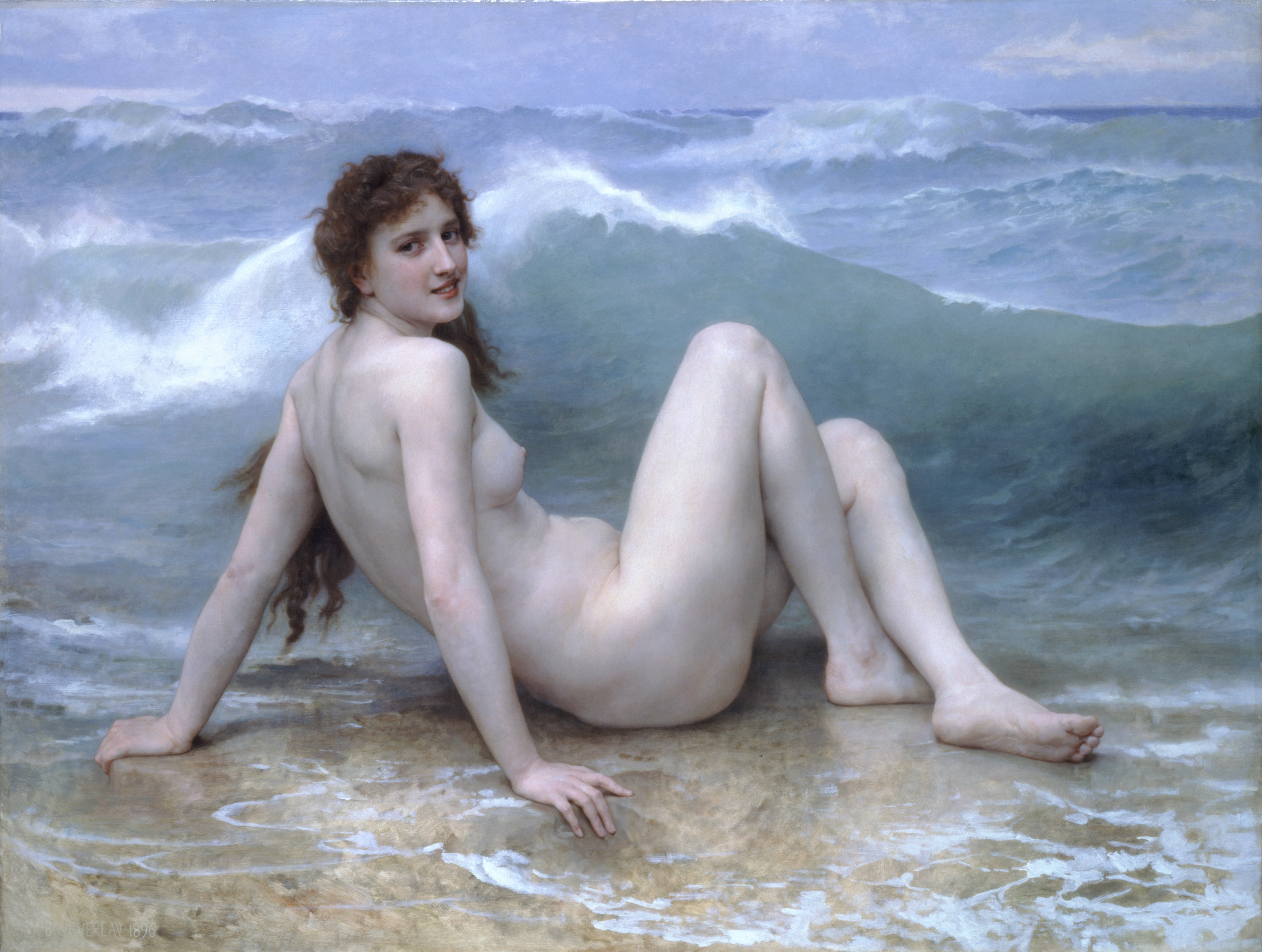
L'onada (1896).
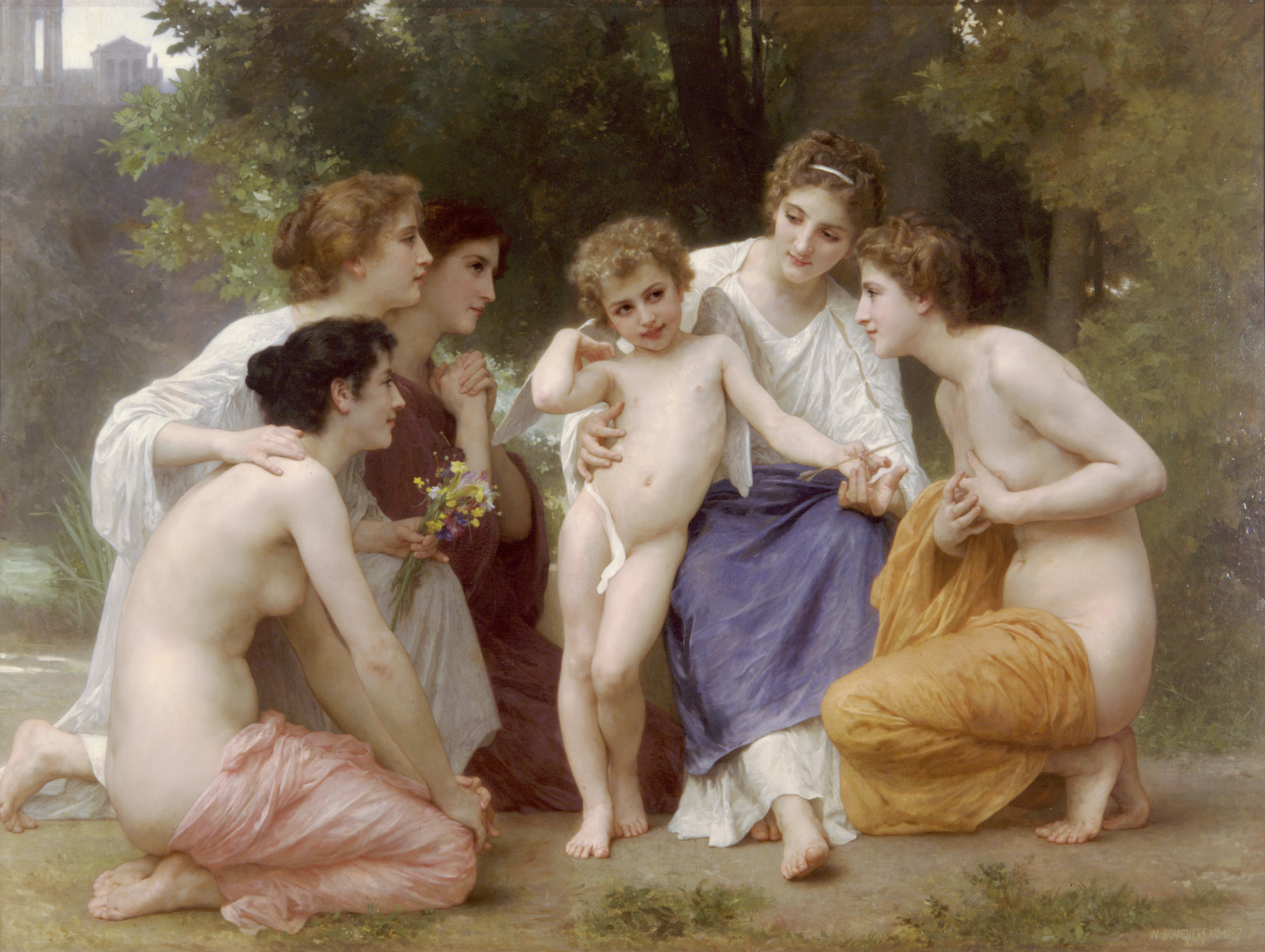
Admiració (1897).
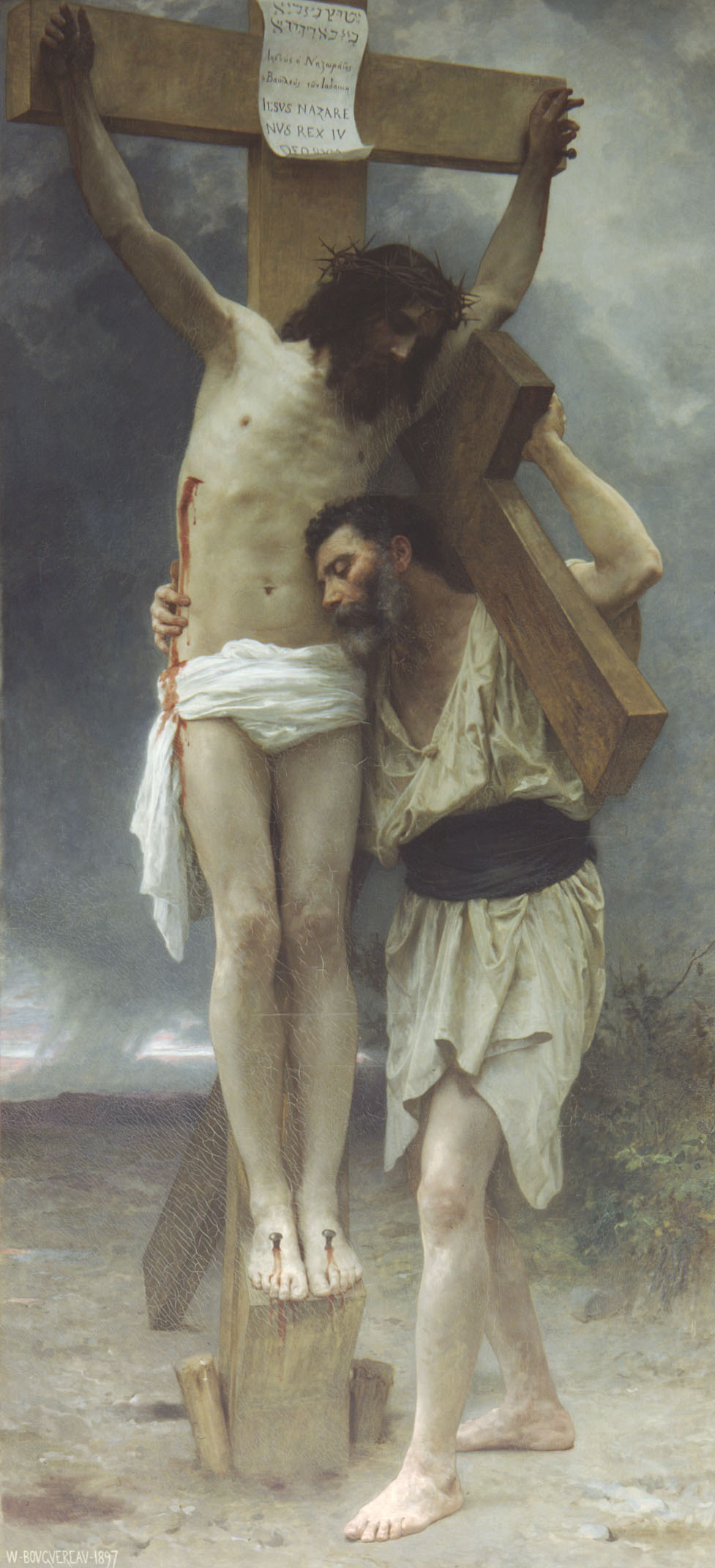
Compassió! (1897).
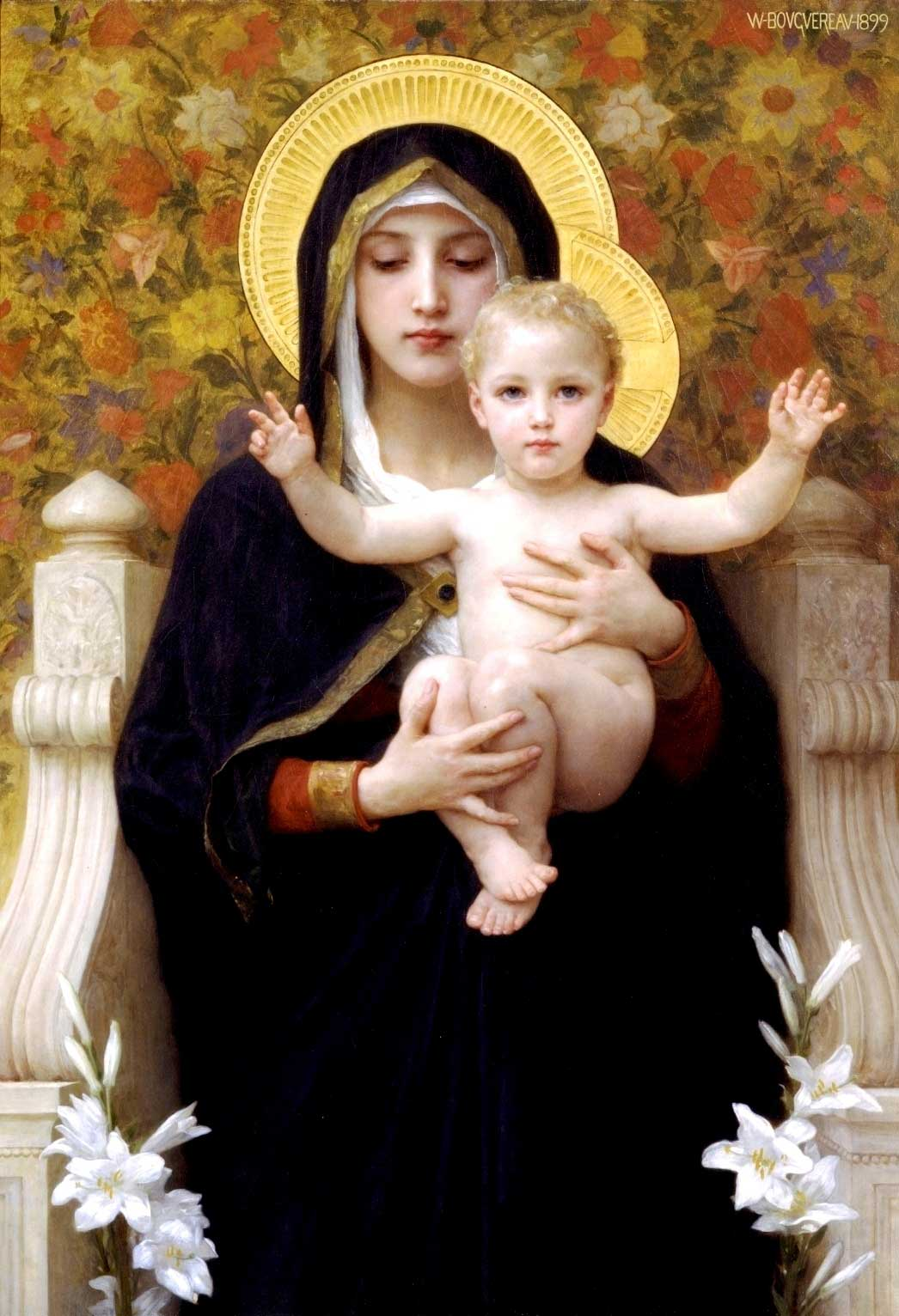
La Madonna dels lliris (1899).